# Club Brugge in het seizoen 2002/03
Club Brugge werd in het seizoen 2002/03 voor de twaalfde keer kampioen.

## Selectie
| Nr.           | Naam                 | Nationaliteit | Geboortedatum | Vorige club       |
| ------------- | -------------------- | ------------- | ------------- | ----------------- |
| Keepers       |                      |               |               |                   |
| 1             | Dany Verlinden       | België        | 15-08-1963    | Lierse SK         |
| 13            | Dejan Nemec          | Slovenië      | 01-03-1977    | NK Mura           |
| 23            | Stijn Stijnen        | België        | 07-04-1981    | KSC Hasselt       |
| Verdedigers   |                      |               |               |                   |
| 2             | Olivier De Cock      | België        | 09-11-1975    | /                 |
| 4             | Milan Lešnjak        | Joegoslavië   | 09-09-1975    | FK Obilić         |
| 5             | Peter Van der Heyden | België        | 16-07-1976    | Eendracht Aalst   |
| 6             | Philippe Clement 2   | België        | 22-03-1974    | Coventry City     |
| 12            | Tjörven De Brul      | België        | 22-06-1973    | KSC Lokeren       |
| 22            | Birger Van de Ven    | België        | 30-04-1982    | KV Mechelen       |
| 25            | Hans Cornelis        | België        | 13-10-1982    | /                 |
| 26            | Birger Maertens 3    | België        | 28-06-1980    | /                 |
| 28            | Jimmy De Wulf        | België        | 09-06-1980    | Tromsø IL         |
| 30            | Marek Špilár         | Slowakije     | 11-02-1975    | Sigma Olomouc     |
| Middenvelders |                      |               |               |                   |
| 3             | Timmy Simons         | België        | 11-12-1976    | Lommel SK         |
| 8             | Gaëtan Englebert     | België        | 11-06-1976    | Sint-Truidense VV |
| 10            | Bratislav Ristić     | Joegoslavië   | 21-01-1980    | Radnički Niš      |
| 14            | Nastja Čeh           | Slovenië      | 26-01-1978    | NK Maribor        |
| 15            | Aminu Sani           | Nigeria       | 14-05-1980    | Atalanta          |
| 16            | Serhij Serebrennikov | Oekraïne      | 01-09-1976    | Dynamo Kiev       |
| 21            | Sebastian Hermans    | België        | 03-05-1983    | Eendracht Aalst   |
| 27            | Karel Geraerts       | België        | 05-01-1982    | /                 |
| 31            | Kevin Roelandts      | België        | 27-08-1982    | /                 |
| 32            | Alin Stoica          | Roemenië      | 10-12-1979    | RSC Anderlecht    |
| Aanvallers    |                      |               |               |                   |
| 7             | Gert Verheyen        | België        | 20-09-1970    | RSC Anderlecht    |
| 11            | Sandy Martens        | België        | 23-12-1972    | AA Gent           |
| 17            | José Duarte          | Brazilië      | 06-07-1980    | Anapolina         |
| 18            | Andrés Mendoza       | Peru          | 26-04-1978    | Sporting Cristal  |
| 19            | Rune Lange           | Noorwegen     | 24-06-1977    | Trabzonspor       |
| 24            | Tim Smolders         | België        | 26-08-1980    | /                 |
| 29            | Koen Schockaert      | België        | 13-02-1978    | Tromsø IL         |
| 33            | Bengt Sæternes       | Noorwegen     | 01-01-1975    | Bodø/Glimt        |

- = Aanvoerder

### Technische staf
| Functie         | Naam               | Nationaliteit |
| --------------- | ------------------ | ------------- |
| Coach           | Trond Sollied      | Noorwegen     |
| Assistent-coach | René Verheyen      | België        |
| Assistent-coach | Chris Van Puyvelde | België        |

## Resultaten
Een overzicht van de competities waaraan Club Brugge in het seizoen 2002-2003 deelnam.
| Seizoen 2002/03  | Seizoen 2002/03 | Seizoen 2002/03                             |
| Competitie       | Resultaat       | Uitgeschakeld door / Tegenstander(s)        |
| ---------------- | --------------- | ------------------------------------------- |
| Eerste klasse    | Kampioen        |                                             |
| Beker van België | Kwartfinale     | Lommel SK                                   |
| Supercup         | Winnaar         | KRC Genk                                    |
| Champions League | Groepsfase      | FC Barcelona, Lokomotiv Moskou, Galatasaray |

## Uitrustingen
Shirtsponsor(s): Dexia

Sportmerk: adidas
| Thuis | Uit | Doelman | Doelman | Doelman | Doelman |

## Transfers

### Zomer
| Naam                 | Nationaliteit  | Van/naar          | Type         |
| -------------------- | -------------- | ----------------- | ------------ |
| Inkomend             |                |                   |              |
| Serhij Serebrennikov | Oekraïne       | Dynamo Kiev       | Gekocht      |
| Marek Špilár         | Slowakije      | Sigma Olomouc     | Gekocht      |
| Alin Stoica          | Roemenië       | RSC Anderlecht    | Transfervrij |
| Uitgaand             |                |                   |              |
| Joeri Pardo          | België         | Eendracht Aalst   | Verkocht     |
| Nzelo Lembi          | Congo-Kinshasa | FC Kaiserslautern | Verkocht     |
| Ebrima Sillah        | Gambia         | RBC Roosendaal    | Verkocht     |
| Josip Šimić          | Kroatië        | Aris FC           | Huur         |

### Winter
| Naam           | Nationaliteit | Van/naar    | Type     |
| -------------- | ------------- | ----------- | -------- |
| Inkomend       |               |             |          |
| Bengt Sæternes | Noorwegen     | Bodø/Glimt  | Gekocht  |
| Uitgaand       |               |             |          |
| José Duarte    | Brazilië      | FC Brussels | Huur     |
| Aminu Sani     | Nigeria       | FC Brussels | Huur     |
| Milan Lešnjak  | Joegoslavië   | FK Saturn   | Verkocht |

## Belgische Supercup
|                          |          |                        |             |                                                                      |
| 3 augustus 2002 Supercup | KRC Genk | 0 – 2                  | Club Brugge | Fenixstadion, Genk Toeschouwers: 8.163 Scheidsrechter: Johan Verbist |
| 3 augustus 2002 Supercup |          | 76' Sillah 80' De Cock |             | Fenixstadion, Genk Toeschouwers: 8.163 Scheidsrechter: Johan Verbist |

| Genk | Club Brugge |

| KRC Genk (4–4–2 vlak): |    |                 |     |
|                        |    |                 |     |
| GK                     | 1  | Jan Moons       |     |
| RB                     | 18 | Kevin Vanbeuren |     |
| CB                     | 2  | Igor Tomašić    | 77' |
| CB                     | 4  | Didier Zokora   |     |
| LB                     | 13 | Akram Roumani   |     |
| RM                     | 12 | Thomas Chatelle | 77' |
| CM                     | 14 | Bernd Thijs     | 88' |
| CM                     | 10 | Josip Skoko     |     |
| LM                     | 20 | Koen Daerden    |     |
| RF                     | 9  | Moumouni Dagano |     |
| LF                     | 8  | Wesley Sonck    |     |
| Wisselspelers:         |    |                 |     |
|                        |    |                 |     |
| CB                     | 23 | Vincent Euvrard | 88' |
| CM                     | 22 | Justice Wamfor  | 77' |
| CF                     | 30 | Takayuki Suzuki | 77' |
| Coach:                 |    |                 |     |
| Sef Vergoossen         |    |                 |     |

| Club Brugge (4–3–3 punt naar voren): |    |                      |     |
|                                      |    |                      |     |
| GK                                   | 23 | Stijn Stijnen        |     |
| RB                                   | 25 | Hans Cornelis        |     |
| CB                                   | 26 | Birger Maertens      |     |
| CB                                   | 6  | Philippe Clement     |     |
| LB                                   | 10 | Bratislav Ristić     |     |
| CM                                   | 27 | Karel Geraerts       |     |
| CM                                   | 16 | Serhij Serebrennikov | 46' |
| AM                                   | 24 | Tim Smolders         |     |
| RW                                   | 2  | Olivier De Cock      |     |
| CF                                   | 11 | Sandy Martens        | 75' |
| LW                                   | 20 | Ebou Sillah          | 82' |
| Wisselspelers:                       |    |                      |     |
|                                      |    |                      |     |
| CM                                   | 14 | Nastja Čeh           | 46' |
| CF                                   | 17 | José Duarte          | 75' |
| LM                                   | 15 | Aminu Sani           | 82' |
| Coach:                               |    |                      |     |
| Trond Sollied                        |    |                      |     |

## Competitie

### Seizoensverloop

#### Zomer 2002
Club Brugge begon de Belgische competitie op 11 augustus 2002 met een lange busreis richting Henegouwen. Het La Louvière van coach Ariël Jacobs heette stug te zijn. Sollied moest het zonder sterkhouder Gert Verheyen stellen. De openingstreffer van Rune Lange, na tien minuten, werd tenietgedaan door aanvaller Frédéric Tilmant vanop elfmeter. Club had het niet onder de markt. Op moeilijke momenten kon het beschikken over linksbuiten Andrés Mendoza. Sollied had geluk zijn Peruviaanse paternoster vroeg op het seizoen bij te hebben. Een overhoeks schot van Mendoza vanaf links kort na de pauze volstond voor de overwinning en de eerste drie punten van het seizoen. Het voetbal van blauw-zwart bleef over het algemeen onder de maat. In tegenstelling tot landskampioen Genk, dat in eigen huis met 2–3 onderuit ging tegen Lokeren, liet het zich niet meteen verrassen. Verheyen was bij Club grote afwezige, met spiervermoeidheid na het WK voetbal.
Een week later ontving blauw-zwart een offensief ingesteld Beveren in het Jan Breydelstadion. Het won zijn eerste wedstrijd voor eigen volk met 3–0. Trond Sollied wijzigde niets aan zijn elftal. Hij kon evenwel nog steeds geen beroep doen op Verheyen. Tegen een offensiever team combineerde het team beter dan tegen La Louvière en via Andrés Mendoza en Gaëtan Englebert zat Club voor de thee reeds op rozen. In de tweede helft zorgde Birger Maertens vanop de stip voor de 3–0 eindstand. Diezelfde Maertens sprak na de wedstrijd voor de krant De Morgen boude taal die profetisch van aard zou worden: "We zullen nog beter worden".
Voor de uitwedstrijd tegen Westerlo keerde Verheyen terug bij de selectie. Sollied bleef spaarzaam met hem omspringen. Verheyen begon op de bank, zijn vervanger José Duarte speelde een degelijke wedstrijd. In 't Kuipje komt Club Brugge vroeg op voorsprong via Englebert. In een zakelijke wedstrijd komt Club nooit in de problemen. Vroeg in het tweede bedrijf verdubbelde Rune Lange de score. 0–2 was ook de eindstand. In het slot werd Verheyen zijn eerste minuten gegund. Hij viel in voor Mendoza. Duarte's rol bleef beperkt tot inspringen voor Verheyen. Sollied verwees Duarte prompt naar de bank, in de komende maanden vaste prik voor de ranke Braziliaan. Duarte, die sinds juli 2000 bij de club was, verliet Club Brugge in de winter van 2003 op uitleenbasis (FC Brussels) en verruilde Brugge in de zomer voor de Israëlische competitie.
Eind augustus sloeg Club Brugge een grote slag voor het sluiten van de transfermarkt. Alin Stoica versterkte de gelederen. De aanvallende middenvelder kwam over van aartsrivaal Anderlecht. De gevoelige overstap legde de Roemeen geen windeieren. Hij maakte meteen indruk in Brugse loondienst. Bij zijn debuut tegen Mechelen schoot hij raak. Club Brugge won met 4–0, waarbij Stoica het derde doelpunt voor zijn rekening nam. Timmy Simons opende zijn conto vanop de stip, een taak die hij definitief overnam van Maertens. Men was op zoek naar een strafschopnemer door het vertrek van de Congolees Nzelo Lembi in de zomer. Anderlecht morste op de vijfde speeldag met punten. Paars-wit gaf tegen Gent een late penalty weg en speelde thuis 2–2 gelijk.
Verheyen kwam met een week vertraging helemaal onder stoom. Uit tegen hekkensluiter Standard — dat 1 op 12 had — nam men de volle buit, 1–2. In de Vurige Stede stond Verheyen na een kwartier en op het uur in voor beide doelpunten. Standard-spits Ole Martin Årst kon nog milderen vanop de strafschopstip, maar op gelijke hoogte kwam Standard niet meer. Standard ontsloeg coach Robert Waseige, die zijn job als bondscoach van de Belgische ploeg na het WK opgaf om coach van Standard te worden. Na drie maanden was het al over voor Waseige, die later aan de slag zou gaan bij Charleroi om daar Etienne Delangre op te volgen (na interim-coach Dante Brogno).
Op de zesde speeldag gaf Club in eigen huis toenmalig middenmoter Gent partij. De veel defensievere Gentse code van Jan Olde Riekerink bleek moeilijk te kraken. De overwinning werd over de streep getrokken door Lange, die op het halfuur met een rake kopbal op aangeven van Englebert het enige doelpunt maakte. Birger Maertens mocht geen tien minuten later de score uitdiepen vanop de penaltystip, maar verzuimde dit. Frédéric Herpoel ranselde de bal uit zijn doel. Het klassement stond helemaal op zijn kop. Revelaties bleken Lokeren en STVV, die op vier respectievelijk drie punten van Club Brugge volgden. De concurrentie waar vooraf rekening mee werd gehouden kwam opvallend slecht uit de startblokken. Landskampioen Genk stond pas achtste met negen punten. Anderlecht haalde met een ruime 6–3 zege dan wel een krachttoer uit tegen Moeskroen, het volgde op vijf punten van Club Brugge in het klassement.
De septembermaand sloot Club Brugge af op de Bosuil met een gelijkspel tegen een vertimmerd Antwerp zonder de geschorste spits Patrick Goots. Hussain Yasser werd de eerste Qatarese speler die in de Belgische competitie de netten deed trillen. Club speelde geen sprankelend voetbal. Het kwam langszij via Rune Lange en in de tweede helft op voorsprong via Philippe Clement. Stefan Leleu maakte op corner echter gelijk. Het kostte bloed, zweet en Peter Van der Heyden om een punt te vrijwaren. De linksachter kreeg in de slotminuten een tweede keer geel. Het puntenverlies was duur. Lokeren bleef winnen. Een uitzege tegen Mechelen betekende dat de Oost-Vlaamse club op twee punten volgde. Anderlecht was genaderd tot drie punten.

#### Herfst 2002
De maand oktober begon met een thuiswedstrijd tegen Moeskroen, de voorbije jaren moeilijk te bespelen. Onder coach Lorenzo Staelens, die de naar Anderlecht vertrokken Hugo Broos had opgevolgd, had Moeskroen zich kwetsbaar getoond in de defensie. Broos maakte van Moeskroen een subtopper. Tegen Staelens' controlerende 4–4–2 speelde Club in de tweede helft een kat-en-muisspel. De aanpak van Sollied, zonder Van der Heyden die geschorst was na twee keer geel uit tegen Antwerp, bestond erin dat hij Nastja Čeh liet starten als linksback. Sowieso een opsteker voor Čeh, die tot dan toe nog geen minuut had mogen meedoen in de Belgische competitie. Stoica begon als rechtsbuiten en Verheyen als spits. Verdediger Philippe Clement werd bij rust en bij een 1–0 voorsprong gewisseld voor nóg een aanvallende speler, Sandy Martens. Timmy Simons verhuisde naar de defensie. Martens op rechtsbuiten en Mendoza op linksbuiten werden zo de flankspelers en Verheyen speelde als diepe spits. Bevreemdend was voor velen evenwel om Čeh de hele middag als linksachter te zien fungeren. De vaste aanvallende linksachter Van der Heyden werd ogenschijnlijk niet gemist, althans afgaand op het harde eindverdict voor Moeskroen: 5–1.
In de tweede helft kregen de thuisfans een doelpuntenkermis. Verheyen en Mendoza scoorden twee keer. Stoica, in de tweede helft als nummer tien in een controlerende driehoek in plaats van offensieve driehoek, maakte het andere doelpunt. Genk en Anderlecht hielden elkaar op een gelijkspel, waarmee vooral Genk achterop bleef hinken. Club Brugge incasseerde zijn eerste tegenslag niet zozeer uit een tegenvallend resultaat, maar wel in het eigen spelersbestand. Rune Lange belandde in de lappenmand met een hernia en was lange tijd onbeschikbaar. Martens droeg voortaan het werk van Lange in de Brugse aanval op de schouders. Ook zomeraanwinst Serhij Serebrennikov (Dynamo Kiev), die Čeh en Stoica uit de ploeg had weten te houden, viel geblesseerd uit aan de knie. Hij zou hierna zijn basisstek nooit meer heroveren.
Sporting Charleroi was de volgende tegenstander van blauw-zwart, een generale repetitie voor de thuiswedstrijd tegen Galatasaray SK op de vierde speeldag van de groepsfase in de UEFA Champions League. Deze repetitie leek volledig de soep in te zullen draaien want in de eerste helft kwam counterploeg Charleroi op voorsprong. Een eigen doelpunt bracht Club op gelijke hoogte, doch het liep niet gesmeerd. Tot Sollied een verrassing uit zijn hoed toverde. Charleroi, niet dermate goed dat het Club in verlegenheid bracht, had wat geleerd uit de pandoering voor Moeskroen. Charleroi zette een stevig blok neer. Dat loonde in de eerste helft, maar het schoot toen zichzelf in de voet. Simons zette vlak na rust een strafschop om na hands van Tony Herreman. Spits Smolders kwam eraf en Sollied haalde Koen Schockaert uit de vergeetput. Schockaert warempel moest het tij zien te keren en Martens – bij gebrek aan Mendoza – en Verheyen bleven de flankspelers. Schockaert kreeg eerder al een kwartier speeltijd tegen Antwerp. Hij bedankte Sollied door er tien minuten voor affluiten 1–3 van te maken. De Rus Aleksandr Kolotilko maakte het nog even spannend, maar Club won met 2–3. Verheyen zag het desondanks allemaal somber in, opvallend na het carnaval tegen Moeskroen. "Aanvallend zitten we krap, het zal nog sleutelen worden", wist Verheyen en hij doelde op de disciplinair geschorste Mendoza (na een vechtincident op training met de vleugelspeler Bratislav Ristić) en het gemis van de langdurig geblesseerde Lange.
Uiteindelijk omvatte de maand oktober amper twee competitiewedstrijden, en wel omdat de topper thuis tegen Anderlecht, die normaal op 27 oktober 2002 had moeten doorgaan, werd uitgesteld naar begin december. Blauw-zwart hervatte op 2 november de competitie tegen Bergen. Het nam drie punten mee naar Brugge na een stroef eerste bedrijf waarin niet gescoord werd. Olivier De Cock brak de ban voor Club Brugge kort na de pauze, maar de Bergense topscorer Cédric Roussel ontnam Club Brugge met nog een kwartier te spelen weer alle hoop op een driepunter. Dat was echter buiten één waard gerekend. Birger Maertens lukte in de absolute slotseconden alsnog het winnende doelpunt — weliswaar met enige hulp van doelman Gregory Delwarte — nadat men het zichzelf in het laatste kwart bijzonder moeilijk maakte.
Club Brugge kreeg vervolgens bezoek van Genk. De landskampioen was na een zwakke start opgeklommen naar de zesde plaats, maar telde dan vijftien punten achterstand op leider Club. Genk begon bovendien offensief gehavend aan de wedstrijd, want miste prijsschutters Wesley Sonck en Moumouni Dagano door schorsing respectievelijk gezondheidsprobleem (Dagano was herstellende van malaria). De noodoplossing van coach Sef Vergoossen heette Thomas Chatelle – Takayuki Suzuki. In de eerste helft scoorde Club twee maal, via Stoica en Verheyen. De Cock diepte de score uit met een afstandsschot. Simons maakte het verdict, na hands van Akram Roumani in de zestien, zwaarder en benutte een strafschop. Genk leek definitief uitgeteld in de titelstrijd. Ook rivaal Anderlecht, dat onderuit ging bij STVV, zat stilaan in vieze papieren. Eerste concurrent was destijds nog altijd Lokeren, dat thuis geen kind had aan Charleroi: 4–1.
De volgende wedstrijd speelde Club Brugge voor eigen aanhang tegen een tot dan toe verrassend Lierse, geruisloos op plek vier in het spoor van Lokeren en STVV. Tot dan toe, maar de Bruggelingen stelden orde op zaken. Het hield alles bij elkaar genomen eenvoudig de punten thuis. 3–0, een strafschopdoelpunt van Simons incluis. Lierse-coach Emilio Ferrera bleef ambitieus en gemotiveerd: "De ambitie blijft de eerste plaats". Het klassement na dertien speeldagen loog evenwel niet. De eerste achtervolger van Club Brugge, Sporting Lokeren, telde negen punten achterstand. De concurrentie moest dringend uit een ander vaatje tappen. Anderlecht volgde op 11 punten van Club.
Toen trok Club Brugge naar Staaien voor een ontmoeting met STVV. Dat was destijds voor Club Brugge gebleken wat Westerlo was gebleken voor Anderlecht: een zwart beest. En net als het seizoen ervoor, toen op de voorlaatste speeldag, liep het mis. Thomas Caers hielp eerst nog een handje door Club Brugge met een eigen doelpunt op voorsprong te brengen, maar STVV herpakte zich. Club Brugge kwam er nadien niet meer aan te pas. Bij de rust hielden STVV en Club elkaar nog in evenwicht, maar in tien dolle minuten vermorzelde STVV de Bruggelingen en ging het van 1–1 naar 4–1. STVV, dat ook al Anderlecht een nederlaag had aangesmeerd, deed zijn reputatie van reuzendoder alle eer aan. Maertens kreeg nog voor het uur direct rood van scheidsrechter Johan Verbist. Het was Maertens' tweede rode kaart achterelkaar: hij kreeg ook een rode kaart in de UEFA Cup thuis tegen het Duitse VfB Stuttgart. In de slotfase werd het zelfs nog 5–1. De eerredder was voor Gaëtan Englebert, die scoorde tegen zijn ex-club. De eerste competitienederlaag een feit, meteen een zware. In het klassement slonk de bonus op Lokeren tot zes punten. Anderlecht verloor uit tegen STVV, maar versloeg Lokeren in eigen huis met 2–0. In het eerste, STVV verslaan, was Club Brugge net als Anderlecht niet geslaagd. De volgende wedstrijd mocht Club Brugge bewijzen of het Sporting Lokeren kon temmen.
4 december 2002 en 7 december 2002. Die data kondigden zich aan als cruciaal. De eerste datum staat hierbij geschiedkundig ruim in de schaduw van de tweede, maar was toen wel net iets belangrijker te noemen. Het werd de dag waarop voor het eerst dat seizoen het licht uitging bij Sporting Lokeren. Het team van coach Paul Put — met de IJslanders Arnar Vidarsson, Runar Kristinsson en Arnar Gretarsson voorop in de strijd — gaf niet thuis en stortte als een kaartenhuis in elkaar in de tweede helft. Al leek het er eerst niet op uit te draaien. Het momentum was voor Brugge, maar de wedstrijd brak niet helemaal open tot Čeh zijn kwast ter hand nam en een vrije schop binnen schilderde. Vlak voor de koffie kregen de verbazende Oost-Vlamingen een koude douche. Martens en Mendoza zorgden voor 3–0 en bij een spelhervatting werkte Sambegou Bangoura het leer voorbij zijn eigen doelman Sven Van der Jeugt. Čeh legde de forfaitscore vast in de slotseconden, wederom vanop vrije trap. Er werd voor de aftrap hulde gebracht aan Gert Verheyen, die — overigens in de gietende regen en derhalve op een abominabel veld — zijn 300ste competitiewedstrijd speelde namens Club Brugge. Sporting Lokeren lag tegen het canvas en STVV hees zich er keurig naast in het klassement. Club had negen punten bonus op Lokeren en STVV. Club en Anderlecht konden rustig toeleven naar hun confrontatie, Anderlecht na thuis op achterstand te zijn gekomen tegen Lommel. Het zette de scheve sitatie recht en sprong over Lokeren naar de tweede plaats in het klassement.
Anderlecht, dat dan vijf punten minder telde, zakte drie dagen later af naar Brugge en begon er sterk aan de wedstrijd. De fiere leider herstelde het evenwicht. Na een halfuur werd niet gescoord. Plots liep Nenad Jestrović tegen Maertens aan die viel. In de val trapte Maertens na op Jestrović, die neerging. Scheidsrechter Frank De Bleeckere zag dat en stuurde Maertens uit het veld. Voor Maertens was het toen de derde rode kaart in twee weken. Anderlechtfans gierden het uit, daar ze een spandoek hadden gemaakt waarop te lezen stond "Brugge + Birger Maertens = 10 man". Vanuit een voetballend opzicht werd door beide teams in tegenstelling tot de beginfase matig spel op de mat gebracht. De wedstrijd verwaterde in een knokpartij met harde duels. De Bleeckere zou acht keer een gele kaart trekken, die nagenoeg allemaal voor Anderlecht-spelers waren bestemd. De Belgische topscheidsrechter nam in de tweede helft beslissingen die hem gevaar voor eigen lijf en leed zouden opleveren. Hij trok namelijk nóg twee rode kaarten voor Anderlechtspelers: Glen De Boeck en Nenad Jestrović. De beide waren een tweede gele. De Boeck trok aan het truitje en greep Andrés Mendoza vast: De Bleeckere beoordeelde dat als spelbederf. De tweede was volgens De Bleeckere een schwalbe van Jestrović bij Philippe Clement in de zestien. Het huis van De Bleeckere werd achteraf belaagd door Anderlechtfans.
Sportief gezien had de topper dan toch nog wat in petto. Vlak voor rust kopte Bertrand Crasson de bal vanop redelijk afstand binnen, op voorzet van Seol Ki-hyeon. Anderlecht dronk met een voorsprong koffie. Sollied nam enorme risico's en koos ongaarne voor 4–3–2 en / of 2–5–2, in een poging Anderlecht naar de keel te grijpen. Verheyen bleef in de kleedkamer, Serhij Serebrennikov kwam als centrale middenvelder. Martens en Mendoza speelden als spitsen en Simons verhuisde naar de verdediging. Clement werd libero. De Cock en Van der Heyden kregen van Sollied een boulevard op hun flank. Simons, Clement en Serebrennikov moesten, als dat even kon, organisatie zien te behouden aangezien Maertens er niet meer was om dat te doen. De wijziging loonde, Club Brugge was uitgekookt en drukte Anderlecht (toen met tien tegen elf spelers) terug op eigen speelhelft. Clement legde achteruit voor De Cock, die met een afstandsschot gelijk maakte. In het laatste kwartier wurmde Mendoza zich door de defensie. Hij legde de bal achteruit en Clement trapte voorbij Anderlecht-doelman Daniel Zitka. Club Brugge versloeg een negenkoppig Anderlecht met 2–1. De wedstrijd is echter vooral de boeken ingegaan als de match van de schande. De kloof in de stand werd zo acht punten. Club Brugge–Anderlecht of Anderlecht–Club Brugge werd voortaan aan een andere scheidsrechter toegekend.
Buitenshuis tegen Germinal Beerschot op het Kiel kende Club Brugge nog eens een relatief lastige (zondag)middag. Het werd 1–3, al kwam het Beerschot van coach Franky Van der Elst nog opzetten toen hun topscorer Paul Kpaka de aansluitingstreffer maakte met nog een halfuur op de klok. In de tweede helft had Club Brugge zekerheid over de drie punten. Serhij Serebrennikov besliste de wedstrijd met nog een kwartier te spelen. Lokeren liet punten liggen thuis tegen Lierse. Anderlecht won wel, uit bij La Louvière na een lastige avond. STVV verloor thuis de Limburgse derby tegen Genk na een doelpunt van Wesley Sonck.
Het kalenderjaar werd afgesloten met een koude en doorregende thuiswedstrijd tegen Lommel, de veertiende in de stand. Sandy Martens bracht Club al vroeg op voorsprong en een doelpunt van Philippe Clement kort na rust deed de boeken dicht. Simons maakte zowaar met een redelijk verre boogbal de 3–0. De laatste speeldag van het kalenderjaar 2002 was voorts de speeldag waarop rivaal Anderlecht de vloer aanveegde met Beveren. In het Astridpark werd het maar liefst 7–1, maar volgens De Standaard verhulde het ontstellend zwakke Beveren alle doelpunten. Club sloot het jaar af als herfstkampioen. Eerste achtervolger STVV telde tien punten achterstand, Anderlecht elf.

#### Winter 2003
Club Brugge opende 2003 met een thuiswedstrijd tegen een weer stug La Louvière. Simons werd vooraf gehuldigd. Hij won eerder die week de jaarlijkse verkiezing van de Gouden Schoen, voor Wesley Sonck van Genk en Danny Boffin van STVV. Na minder dan twee minuten doorzeefde de mee oprukkende Van der Heyden de defensie. Na een combinatie met Martens werkte hij beheerst af. Een mak spelend Club liet het initiatief in de eerste helft aan La Louvière. Een onorthodoxe kopbal achterwaarts van Verheyen belandde in de voeten van Sandy Martens, die zonder kijken de bal in de linkerhoek voorbij doelman Jan Van Steenberghe trapte. Stoica zond de bal in het pak na een hoekschop van De Cock. Verheyen kopte de voorzet voorbij Van Steenberghe. Sollied miste na de jaarwisseling nochtans drie verdedigers (onder wie de geschorste Maertens na diens dolle decembermaand), waardoor Tjörven De Brul werd opgevist en Simons naast hem in de verdediging speelde. Met weinig glans behaalde Club zijn eerste punten van het jaar.
Op 25 januari 2003 ging de dan onbetwiste leider op visite in het Waasland, waar Beveren zich naar de slachtbank liet begeleiden. Brugge scoorde die avond zeven maal — net als Anderlecht voor de winterbreak — en slikte tussendoor zelf twee goals. Martens en Verheyen scoorden elk twee doelpunten. In de slotfase liet blauw-zwart betijen. De thuisploeg kreeg een doekje voor het bloeden, via Gilles Yapi-Yapo en Zézéto. In de stand speelden de concurrenten, die weliswaar op verre afstand volgden, haasje-over. Lokeren werd tweede met een gevleide zege op verplaatsing bij Germinal Beerschot. STVV won in Lommel met 1–3 en Anderlecht omzeilde de Mechelse klip, 0–2.
Daarop trok Club Brugge naar de Kazerne, waar financieel noodlijdend Mechelen wachtte. Dat kroop nog moedig de loopgraven in, maar Club liet geen spaander heel van de Maneblussers. In een spectaculaire eerste helft en tegen tien man — verdediger Sven Doms kreeg een rode kaart voor handspel in de zestien — scoorde Club liefst zes keer. In de tweede helft nam men gas terug. Een Mechelen tussen hoop en wanhoop oogde zieltogend. Mechelen verloor in november 2002 met 9–0 van Genk. Wesley Sonck scoorde daarbij zes keer. Tegen competitieleider Club Brugge werd het 0–8.
Club Brugge speelde op 15 februari 2003 voor eigen volk na twee wedstrijden buitenshuis. De thuiswedstrijd tegen Westerlo, die tussen Beveren en Mechelen stond gepland, werd uitgesteld. De altijd beladen Club Brugge–Standard beloofde spektakel, het feit dat Standard zich al het hele seizoen in de middenmoot van het klassement ophield desniettegenstaande. In drie dolle minuten maakte een dodelijk efficiënt Club Brugge in de eerste helft komaf met de Luikenaars. Na een halfuur stond het reeds 3–1 voor blauw-zwart. Het versloeg een dominanter Standard met 4–2, Harold Meyssen verzachtte de pijn in het slot.
De verplaatsing naar het Jules Ottenstadion bleek dan weer een stuk lastiger voor Club. Eind februari kende de autoritaire leider aanvankelijk een moeilijke namiddag. Gent voetbalde frank en vrij in de eerste helft, Club kwam moeilijk in zijn spel. In de tweede helft gaf Gent de wedstrijd echter uit handen. Hamad Ndikumana verschalkte zijn doelman Frédéric Herpoel, en Sandy Martens diende zijn voormalige werkgever het nekschot toe. In het slot redde Djima Oyawolé de Gentse eer. Na affluiten gingen hooligans met elkaar op de vuist. In het klassement stond Anderlecht zeventien punten achter (net als Lokeren) omdat thuis van Westerlo en uit van Moeskroen werd verloren. Brugge denderde voort.
De volgende thuiswedstrijd, tegen een defensief Antwerp, zorgde voor de eerste kleine barsten in het Brugse blazoen. Antwerp gooide alles in de strijd om een punt weg te kapen. Overtuigen deed Club Brugge allesbehalve. De Great Old verloor nipt met 1–0. Club won via Philippe Clement op slag van rust. Clement zette zijn hoofd tegen een vrije trap van Čeh. Sporting Lokeren haalde uit tegen Mechelen, waar de toekomst er steeds somberder begon uit te zien. Uiteindelijk zouden de eigen supporters de club mee voor de ondergang behoeden. Anderlecht liet geen steek vallen tegen Charleroi. De achterstand bedroeg wel nog steeds 17 punten. Lommel heeft minder geluk dan Mechelen en gaat nog tijdens het seizoen financieel overkop, waarbij alle punten die door of tegen de Limburgers werden behaald werden afgetrokken. Bovenop de puntenaftrek speelde de voormalige werkgever van Gouden Schoen Simons vanaf april geen enkele wedstrijd meer.

#### Lente 2003
Club liet zich door die ene wedstrijd tegen Antwerp niet van de wijs brengen en herpakte zich tegen Moeskroen op Le Cannonier. Het zette maart op klinkende wijze in en haalde furieus uit. Club won de wedstrijd met 0–4. Anderlecht won de topper in Genk met 0–1 via Nenad Jestrović en Lokeren bleef de goegemeente en ver daarbuiten verbazen met een 1–2 zege uit bij Standard waarbij het 0–2 voor kwam. In de stand veranderde wel weinig. Anderlecht en Lokeren bleven op 17 punten achterstand steken. 'Mathematisch kon het nog', luidde het nogal clichématig.
In Jan Breydel doceerde Charleroi de manschappen van Sollied het vak 'Verliezen', een blinde vlek in het geheugen. Charleroi, de voorlaatste nota bene. Voorafgaand bracht men hulde aan Dany Verlinden, die voor de 400ste keer het doel van Club Brugge verdedigde in een competitiewedstrijd. Daarnaast was er de overhandiging van 13.095 euro door de (nu voormalige) supportersvereniging Blue Army en sponsor Dexiabank aan Gert Verheyen bij monde van de club, uit solidariteit met de Damiaanactie. Naar aanleiding van de nieuwe film Team Spirit 2 van Jan Verheyen (door Dexiabank gesponsord) speelde Club in speciaal uitshirt. Toen dit voorbij was, stond het team bij aanvang te slapen. Charleroi trok daarop meteen ten aanval en Grégory Dufer verschalkte feestvarken Verlinden na dertig seconden met een droog afstandsschot. In de twintigste minuut dolde Eduardo met de Brugse verdediging — De Cock, Maertens en Clement werden te kijk gezet — en de Braziliaan bediende Jean-Paul Boeka-Lisasi die er 0–2 van maakte. Club slaagde er niet in over Charleroi te gaan. Mendoza kon wel tegenscoren na slecht ontzetten van Charleroi-verdediger Mustapha Sama. Het Charleroi van interim-coach Dante Brogno stuntte en diende Club Brugge zijn eerste thuisnederlaag van het seizoen toe en won voor het eerst sinds 1969 in Brugge.
Dat Club onder de indruk was, bleek de week daarop in de topper tegen Anderlecht. In het Astridpark nam paars-wit op sprankelende wijze revanche voor de wedstrijd in december. Martens droeg een geel boetekleed. Smolders verving hem in de spits. Club Brugge ging helemaal met de billen bloot, maar kwam nog wel op gelijke hoogte na het openingsdoelpunt van Goran Lovre. Een lobbal van Aruna naar Lovre ging er aan vooraf. Een vrije trap van Čeh in de eerste helft liet Zitka, weliswaar nog met kattensprong, kansloos. Echter, nog voor de pauze walsten de mannen van Hugo Broos over de mannen van Sollied. Er was "Maradoniaans handspel" van Anderlecht-spits Nenad Jestrović bij de 2–1. Jestrović dook met een snoekduik naar de bal. De herhaling toonde dat Jestrović de bal met de hand voorbij Verlinden sloeg, waarbij duidelijk werd dat het leek alsof Jestrović kopte (vanuit het standpunt van scheidsrechter Johan Verbist). Ook de lijnrechter kon het onvoldoende zien, allicht omdat spelers het zicht wat belemmerden. 
Er werd een terechte strafschop toegekend aan Anderlecht, omgezet door Nenad Jestrović na een overtreding van verdediger Birger Maertens op diezelfde Jestrović. Er was echter vooral een Club Brugge dat geen been aan grond kreeg. Beide doelpunten van Jestrogol vielen bijvoorbeeld geen minuut achter elkaar, waarbij het eerste dus wel onterecht toegekend werd. Niettemin wandelde Anderlecht wel erg makkelijk door de Brugse verdediging. Het doelpunt van middenvelder Junior was er het toonbeeld van. Junior werd gestuit door noch het middenveld noch de verdediging en scoorde eenvoudig de 4–1. Sollied haalde Maertens op het uur naar de kant voor centrale middenvelder Serhij Serebrennikov, Timmy Simons een rij achteruit trekkend. Achterin, waar Gouden Schoen Simons dan de lijnen uitzette, presenteerde Club zich uitermate fragiel. De mentale veer brak en paars-wit vernederde blauw-zwart met 5–1. Voor aartsrivaal Anderlecht was het de grootste thuiszege tegen Club sinds het seizoen 1990–1991, toen het 5–1 werd na een hattrick van Luc Nilis.
Club Brugge, dat nog altijd 11 punten bonus had op Anderlecht, was plots dringend toe aan bezinning. En dat bezinnen deed het ook. De redding voor blauw-zwart kwam uit het hoge noorden. Op 5 april eindigde de wedstrijd Bengt Sæternes-Bergen op 4–2 in het voordeel van Bengt Sæternes. De Noorse spits kwam in de plaats van Mendoza, die op 2 april een interland had gespeeld met Peru, tegen Chili (die Peru met 3–0 won). Mendoza was niet op tijd terug bij de selectie vanuit Peru. Bovendien miste Sollied op het middenveld zijn 'man met vijf longen': Englebert was geelgeschorst nadat hij zijn derde geel kreeg tegen RSC Anderlecht (destijds nog de limiet van opgestapelde kaarten). Alin Stoica verving hem. De vierklapper van Sæternes, die tot dan toe amper had gespeeld in de Belgische competitie, zette de neuzen weer in dezelfde richting. Club Brugge had nog geen zekerheid over het kampioenschap, maar niemand geloofde dat de titel blauw-zwart nog kon ontglippen.
Op 11 april nam Club Brugge het in het Jan Breydelstadion op tegen Westerlo, een uitgestelde wedstrijd van speeldag 20. Het werd een enigszins lastige avond en het spel was niet goed. Pas in de tweede helft nam Club afstand. In de eerste helft zette verdediger Björn De Coninck de troepen van Sollied op weg met een ongelukkig eigen doelpunt, op hoekschop van Englebert. Voorbij het uur verdubbelde Martens de score. Stoica pikte vijf minuten later zijn doelpunt mee op aangeven van Mendoza. 3–0 was de eindstand. Club Brugge won zo ook de wedstrijden waarbij het niet goed speelde. Twee weken later ontving uittredend kampioen Genk de wellicht nieuwe kampioen in het Fenixstadion. Club miste Van der Heyden door een blessure. Bratislav Ristić begon aan de aftrap. Stijn Stijnen verving Verlinden tussen de palen. Opnieuw moest Genk-coach Sef Vergoossen het zonder Sonck rooien, Dagano was er wel bij. Baten mocht het evenwel niet. Genk werd simpel opzijgezet met 0–3. Club telde stilaan de dagen af richting titelviering.
De Brugse machine stokte eens te meer op het Lisp, waar Lierse eind april een matig spelend Club sterk in bedwang hield. Een doelpunt van Stein Huysegems in de tweede helft werd twintig minuten voor affluiten uitgewist door Englebert. Anderlecht overklaste Lokeren, een duidelijk signaal van de Brusselaars in de strijd om plek twee. In de stand kwamen de Brusselaars, door het gelijkspel van Club tegen Lierse, terug tot op negen punten. Nog steeds een grote kloof, die ook nog altijd overbrugbaar was. Anderlecht moest blijven winnen en geen punt verliezen en Club moest tegen Sint-Truiden verliezen. Club liet na om buitenshuis het kampioenschap veilig te stellen. Lokeren was definitief uitgeteld, Anderlecht zo goed als.
Tegen zwart beest STVV had men thuis de sleutel in handen. STVV was een absolute angstgegner geworden. Vorig seizoen verspeelde Club het landskampioenschap wegens een spectaculaire uitnederlaag (5–3) tegen STVV op de voorlaatste speeldag. Ook dit seizoen draaide de wedstrijd tegen STVV om de titel, hoewel ditmaal voor eigen volk. Derhalve had men de poort naar glorie maar open te maken. Minstens een gelijkspel volstond om zich mathematische zekerheid over de titel te verschaffen. STVV was opnieuw een waardige tegenstander, maar het was Club dat op voorsprong kwam. Verheyen bediende Englebert, die Dusan Belic kansloos liet. In de slotfase lette de Brugse defensie even niet op en dit werd genadeloos afgestraft door Désiré Mbonabucya, de Rwandese topscorer van de Limburgers. Na de gelijkmaker bibberde men nog even doch men kon het punt met succes verdedigen. De champagne die wekenlang koud stond mocht ontkurkt worden. Club was op 3 mei 2003 voor de twaalfde keer Belgisch landskampioen.
Club ging nog met 2–5 winnen op Sporting Lokeren, waarbij het tweemaal een achterstand omboog. In zijn laatste wedstrijd kwam Brugge thuis niet verder dan een 1–1 gelijkspel tegen Germinal Beerschot. De uitwedstrijd tegen Lommel SK werd om bekende reden (faillissement van die club) niet meer gespeeld. Journalist Chris Vandenabeele van weekblad Sport/Voetbalmagazine verwees mei 2003 naar de Sollieds typeploeg, die de Noorse coach in de herfst boetseerde, als "afzonderlijke radertjes in een machine met als inwisselbare stukken 1, 2, 26, 6, 5, 3, 8, 14, 7, 11 en 18" waarmee Vandenabeele — chronologisch / in die volgorde — de spelers Verlinden, De Cock, Maertens, Clement, Van der Heyden, Simons, Englebert, Čeh, Verheyen, Martens en Mendoza bedoelde.

### Wedstrijden
| Wedstrijddetails                                                                                               | Thuisploeg                                                       | Uitslag                                               | Uitploeg                                                                                                | Opstelling | Kaarten                                                     |
| --- | ---------------------------------------------------------------- | ----------------------------------------------------- | --- | --- | ----------------------------------------------------------- |
| Heenronde |                                                                  |                                                       | | |                                                             |
| 11 augustus 2002 20:00 Tivoli La Louvière Ref.: Pieter Vandevenne Toeschouwers: 8.000                          | La Louvière                                                      | 1 – 2                                                 | Club Brugge                                                                                             | Verlinden Maertens, Clement (66' De Cock), Špilár (87' Smolders), Van der Heyden Simons, Serebrennikov, Englebert Duarte (72' Martens), Lange, Mendoza 4–3–3 punt naar achteren 4–3–3 punt naar voren / 4–2–3–1 in 87' Wedstrijdverslag | 28' Špilár 80' Mendoza 85' Serebrennikov 89' Van der Heyden |
| 11 augustus 2002 20:00 Tivoli La Louvière Ref.: Pieter Vandevenne Toeschouwers: 8.000                          | Tilmant 20' (pen)                                                | 0 – 1 1 – 1 1 – 2                                     | 11' Lange 50' Mendoza                                                                                   | Verlinden Maertens, Clement (66' De Cock), Špilár (87' Smolders), Van der Heyden Simons, Serebrennikov, Englebert Duarte (72' Martens), Lange, Mendoza 4–3–3 punt naar achteren 4–3–3 punt naar voren / 4–2–3–1 in 87' Wedstrijdverslag | 28' Špilár 80' Mendoza 85' Serebrennikov 89' Van der Heyden |
| 17 augustus 2002 20:00 Jan Breydelstadion Brugge (Sint-Andries) Ref.: Philippe Flament Toeschouwers: 18.270    | Club Brugge                                                      | 3 – 0                                                 | KSK Beveren                                                                                             | Verlinden De Cock, Maertens, Špilár, Van der Heyden Simons, Serebrennikov (74' Smolders), Englebert Duarte (64' Ristić), Lange, Mendoza (55' Martens) 4–3–3 punt naar achteren Wedstrijdverslag | 74' Maertens                                                |
| 17 augustus 2002 20:00 Jan Breydelstadion Brugge (Sint-Andries) Ref.: Philippe Flament Toeschouwers: 18.270    | Mendoza 17' Englebert 34' Maertens 69' (pen)                     | 1 – 0 2 – 0 3 – 0                                     | | Verlinden De Cock, Maertens, Špilár, Van der Heyden Simons, Serebrennikov (74' Smolders), Englebert Duarte (64' Ristić), Lange, Mendoza (55' Martens) 4–3–3 punt naar achteren Wedstrijdverslag | 74' Maertens                                                |
| 24 augustus 2002 20:00 't Kuipje Westerlo Ref.: Serge Gumienny Toeschouwers: 8.000                             | Westerlo                                                         | 0 – 2                                                 | Club Brugge                                                                                             | Verlinden De Cock, Maertens, Špilár, Van der Heyden (81' Ristić) Simons, Serebrennikov, Englebert Duarte (67' Martens), Lange, Mendoza (87' Verheyen) 4–3–3 punt naar achteren Wedstrijdverslag | 19' Špilár 49' Serebrennikov 77' De Cock                    |
| 24 augustus 2002 20:00 't Kuipje Westerlo Ref.: Serge Gumienny Toeschouwers: 8.000                             |                                                                  | 0 – 1 0 – 2                                           | 6' Englebert 54' Lange                                                                                  | Verlinden De Cock, Maertens, Špilár, Van der Heyden (81' Ristić) Simons, Serebrennikov, Englebert Duarte (67' Martens), Lange, Mendoza (87' Verheyen) 4–3–3 punt naar achteren Wedstrijdverslag | 19' Špilár 49' Serebrennikov 77' De Cock                    |
| 31 augustus 2002 20:00 Jan Breydelstadion Brugge (Sint-Andries) Ref.: Eddie Vermeirsch Toeschouwers: 18.561    | Club Brugge                                                      | 4 – 0                                                 | KV Mechelen                                                                                             | Verlinden De Cock, Maertens, Špilár, Van der Heyden Simons, Serebrennikov (78' Ristić), Englebert Verheyen (61' Smolders), Lange (72' Stoica), Mendoza 4–3–3 punt naar achteren Wedstrijdverslag | 67' Van der Heyden                                          |
| 31 augustus 2002 20:00 Jan Breydelstadion Brugge (Sint-Andries) Ref.: Eddie Vermeirsch Toeschouwers: 18.561    | Simons 16' (pen) Mendoza 41' Stoica 86' Smolders 88'             | 1 – 0 2 – 0 3 – 0 4 – 0                               | | Verlinden De Cock, Maertens, Špilár, Van der Heyden Simons, Serebrennikov (78' Ristić), Englebert Verheyen (61' Smolders), Lange (72' Stoica), Mendoza 4–3–3 punt naar achteren Wedstrijdverslag | 67' Van der Heyden                                          |
| 13 september 2002 20:30 Sclessin Luik Ref.: Johan Verbist Toeschouwers: 19.000                                 | Standard Luik                                                    | 1 – 2                                                 | Club Brugge                                                                                             | Verlinden De Cock, Maertens, Špilár, Van der Heyden Simons, Serebrennikov (89' Clement), Englebert Verheyen, Lange (74' Martens), Mendoza (88' Duarte) 4–3–3 punt naar achteren Wedstrijdverslag | 23' De Cock 44' Englebert                                   |
| 13 september 2002 20:30 Sclessin Luik Ref.: Johan Verbist Toeschouwers: 19.000                                 | Aarst 72' (pen)                                                  | 0 – 1 0 – 2 1 – 2                                     | 15' Verheyen 62' Verheyen                                                                               | Verlinden De Cock, Maertens, Špilár, Van der Heyden Simons, Serebrennikov (89' Clement), Englebert Verheyen, Lange (74' Martens), Mendoza (88' Duarte) 4–3–3 punt naar achteren Wedstrijdverslag | 23' De Cock 44' Englebert                                   |
| 21 september 2002 18:00 Jan Breydelstadion Brugge (Sint-Andries) Ref.: Frank De Bleeckere Toeschouwers: 20.242 | Club Brugge                                                      | 1 – 0                                                 | KAA Gent                                                                                                | Verlinden De Cock, Maertens, Špilár, Van der Heyden Simons, Serebrennikov (83' Clement), Englebert Verheyen, Lange (89' Smolders), Mendoza (64' Martens) 4–3–3 punt naar achteren Wedstrijdverslag | 4' Englebert                                                |
| 21 september 2002 18:00 Jan Breydelstadion Brugge (Sint-Andries) Ref.: Frank De Bleeckere Toeschouwers: 20.242 | Lange 27' Maertens 35'                                           | 1 – 0                                                 | | Verlinden De Cock, Maertens, Špilár, Van der Heyden Simons, Serebrennikov (83' Clement), Englebert Verheyen, Lange (89' Smolders), Mendoza (64' Martens) 4–3–3 punt naar achteren Wedstrijdverslag | 4' Englebert                                                |
| 28 september 2002 20:00 Bosuilstadion Antwerpen (Deurne) Ref.: Paul Allaerts Toeschouwers: 10.000              | Antwerp                                                          | 2 – 2                                                 | Club Brugge                                                                                             | Verlinden De Cock, Maertens, Clement, Van der Heyden Simons, Serebrennikov (76' Schockaert), Englebert Verheyen (90+1' Ristić), Lange, Mendoza (76' Stoica) 4–3–3 punt naar achteren Wedstrijdverslag | 26' Simons Van der Heyden 88' Van der Heyden                |
| 28 september 2002 20:00 Bosuilstadion Antwerpen (Deurne) Ref.: Paul Allaerts Toeschouwers: 10.000              | Hussein 9' Leleu 58'                                             | 1 – 0 1 – 1 1 – 2 2 – 2                               | 18' Lange 54' Clement                                                                                   | Verlinden De Cock, Maertens, Clement, Van der Heyden Simons, Serebrennikov (76' Schockaert), Englebert Verheyen (90+1' Ristić), Lange, Mendoza (76' Stoica) 4–3–3 punt naar achteren Wedstrijdverslag | 26' Simons Van der Heyden 88' Van der Heyden                |
| 6 oktober 2002 15:00 Jan Breydelstadion Brugge (Sint-Andries) Ref.: Peter Vervecken Toeschouwers: 19.500       | Club Brugge                                                      | 5 – 1 later 5 – 0 FF                                  | Excelsior Moeskroen                                                                                     | Verlinden De Cock, Maertens, Clement (46' Martens), Čeh Simons, Serebrennikov, Englebert (85' Geraerts) Stoica (88' Smolders), Verheyen, Mendoza 4–3–3 punt naar achteren 4–3–3 punt naar voren / 4–2–3–1 in 46' Wedstrijdverslag |                                                             |
| 6 oktober 2002 15:00 Jan Breydelstadion Brugge (Sint-Andries) Ref.: Peter Vervecken Toeschouwers: 19.500       | Mendoza 22' Mendoza 57' Verheyen 63' Verheyen 82' Stoica 83'     | 1 – 0 2 – 0 3 – 0 3 – 1 4 – 1 5 – 1                   | 80' Efoulou                                                                                             | Verlinden De Cock, Maertens, Clement (46' Martens), Čeh Simons, Serebrennikov, Englebert (85' Geraerts) Stoica (88' Smolders), Verheyen, Mendoza 4–3–3 punt naar achteren 4–3–3 punt naar voren / 4–2–3–1 in 46' Wedstrijdverslag |                                                             |
| 19 oktober 2002 20:00 Mambourg Charleroi Ref.: Johny Ver Eecke Toeschouwers: 12.120                            | Sporting Charleroi                                               | 2 – 3                                                 | Club Brugge                                                                                             | Verlinden De Cock, Maertens, Clement, Van der Heyden Simons, Englebert, Stoica (86' Čeh) Verheyen (90+2' Duarte), Smolders (60' Schockaert), Martens 4–3–3 punt naar achteren Wedstrijdverslag | 36' Clement                                                 |
| 19 oktober 2002 20:00 Mambourg Charleroi Ref.: Johny Ver Eecke Toeschouwers: 12.120                            | Eduardo 23' Kolotilko 86'                                        | 1 – 0 1 – 1 1 – 2 1 – 3 2 – 3                         | 42' (e.d.) Kargbo 46' (pen) Simons 81' Schockaert                                                       | Verlinden De Cock, Maertens, Clement, Van der Heyden Simons, Englebert, Stoica (86' Čeh) Verheyen (90+2' Duarte), Smolders (60' Schockaert), Martens 4–3–3 punt naar achteren Wedstrijdverslag | 36' Clement                                                 |
| 7 december 2002 15:00 Jan Breydelstadion Brugge (Sint-Andries) Ref.: Frank De Bleeckere Toeschouwers: 26.305   | Club Brugge                                                      | 2 – 1                                                 | RSC Anderlecht                                                                                          | Verlinden De Cock, Maertens, Clement, Van der Heyden Simons, Englebert, Čeh (84' Geraerts) Verheyen (46' Serebrennikov), Martens, Mendoza (90' Smolders) 4–3–3 punt naar achteren 4–3–2 met Simons centrale verdediger en Serebrennikov en Englebert dubbele 6 in 46' Wedstrijdverslag | 29' Martens 33' Maertens                                    |
| 7 december 2002 15:00 Jan Breydelstadion Brugge (Sint-Andries) Ref.: Frank De Bleeckere Toeschouwers: 26.305   | De Cock 62' Clement 77'                                          | 0 – 1 1 – 1 2 – 1                                     | 44' Crasson                                                                                             | Verlinden De Cock, Maertens, Clement, Van der Heyden Simons, Englebert, Čeh (84' Geraerts) Verheyen (46' Serebrennikov), Martens, Mendoza (90' Smolders) 4–3–3 punt naar achteren 4–3–2 met Simons centrale verdediger en Serebrennikov en Englebert dubbele 6 in 46' Wedstrijdverslag | 29' Martens 33' Maertens                                    |
| 2 november 2002 18:00 Charles Tondreaustadion Bergen Ref.: Johan Verbist Toeschouwers: 9.000                   | Bergen                                                           | 1 – 2                                                 | Club Brugge                                                                                             | Verlinden De Cock, Maertens, Clement, Van der Heyden Simons, Englebert, Stoica (61' Čeh) Verheyen, Martens, Mendoza (76' Smolders) 4–3–3 punt naar achteren Wedstrijdverslag | 26' Clement                                                 |
| 2 november 2002 18:00 Charles Tondreaustadion Bergen Ref.: Johan Verbist Toeschouwers: 9.000                   | Roussel 77'                                                      | 0 – 1 1 – 1 1 – 2                                     | 48' De Cock 90' Maertens                                                                                | Verlinden De Cock, Maertens, Clement, Van der Heyden Simons, Englebert, Stoica (61' Čeh) Verheyen, Martens, Mendoza (76' Smolders) 4–3–3 punt naar achteren Wedstrijdverslag | 26' Clement                                                 |
| 9 november 2002 15:00 Jan Breydelstadion Brugge (Sint-Andries) Ref.: Paul Allaerts Toeschouwers: 21.224        | Club Brugge                                                      | 4 – 0                                                 | KRC Genk                                                                                                | Verlinden De Cock, Maertens, Clement, Van der Heyden Simons, Englebert, Stoica (89' Čeh) Verheyen, Martens (77' Smolders), Mendoza (82' Ristić) 4–3–3 punt naar achteren Wedstrijdverslag |                                                             |
| 9 november 2002 15:00 Jan Breydelstadion Brugge (Sint-Andries) Ref.: Paul Allaerts Toeschouwers: 21.224        | Stoica 15' Verheyen 37' De Cock 55' Simons 70' (pen)             | 1 – 0 2 – 0 3 – 0 4 – 0                               | | Verlinden De Cock, Maertens, Clement, Van der Heyden Simons, Englebert, Stoica (89' Čeh) Verheyen, Martens (77' Smolders), Mendoza (82' Ristić) 4–3–3 punt naar achteren Wedstrijdverslag |                                                             |
| 23 november 2002 20:00 Jan Breydelstadion Brugge (Sint-Andries) Ref.: Luc Huyghe Toeschouwers: 20.833          | Club Brugge                                                      | 3 – 0                                                 | Lierse                                                                                                  | Verlinden De Cock, Maertens, Clement, Van der Heyden Simons, Englebert, Čeh (81' Geraerts) Verheyen (86' Smolders), Martens, Mendoza (81' Ristić) 4–3–3 punt naar achteren Wedstrijdverslag |                                                             |
| 23 november 2002 20:00 Jan Breydelstadion Brugge (Sint-Andries) Ref.: Luc Huyghe Toeschouwers: 20.833          | Martens 39' Simons 55' (pen) Mendoza 58'                         | 1 – 0 2 – 0 3 – 0                                     | | Verlinden De Cock, Maertens, Clement, Van der Heyden Simons, Englebert, Čeh (81' Geraerts) Verheyen (86' Smolders), Martens, Mendoza (81' Ristić) 4–3–3 punt naar achteren Wedstrijdverslag |                                                             |
| 1 december 2002 20:00 Staaien Sint-Truiden Ref.: Johan Verbist Toeschouwers: 12.000                            | STVV                                                             | 5 – 2                                                 | Club Brugge                                                                                             | Verlinden De Cock, Maertens, Clement, Van der Heyden Simons, Englebert, Čeh (70' Geraerts) Verheyen (77' Smolders), Martens, Mendoza 4–3–3 punt naar achteren Wedstrijdverslag | 15' De Cock 37' Martens 57' Maertens                        |
| 1 december 2002 20:00 Staaien Sint-Truiden Ref.: Johan Verbist Toeschouwers: 12.000                            | Voets 17' Kalisa 47' Boffin 56' (pen) Mbonabucya 58' Buvens 83'  | 0 – 1 1 – 1 2 – 1 3 – 1 4 – 1 5 – 1 5 – 2             | 2' (e.d.) Caers 89' Englebert                                                                           | Verlinden De Cock, Maertens, Clement, Van der Heyden Simons, Englebert, Čeh (70' Geraerts) Verheyen (77' Smolders), Martens, Mendoza 4–3–3 punt naar achteren Wedstrijdverslag | 15' De Cock 37' Martens 57' Maertens                        |
| 4 december 2002 20:30 Jan Breydelstadion Brugge (Sint-Andries) Ref.: Johny Ver Eecke Toeschouwers: 18.625      | Club Brugge                                                      | 5 – 0                                                 | Lokeren SNW                                                                                             | Verlinden Maertens (72' Ristić), Lešnjak, Clement, Van der Heyden Simons, Englebert (86' Serebrennikov), Čeh Verheyen, Martens (90' Smolders), Mendoza 4–3–3 punt naar achteren Wedstrijdverslag |                                                             |
| 4 december 2002 20:30 Jan Breydelstadion Brugge (Sint-Andries) Ref.: Johny Ver Eecke Toeschouwers: 18.625      | Čeh 40' Martens 66' Mendoza 80' Bangoura 87' (e.d.) Čeh 90'      | 1 – 0 2 – 0 3 – 0 4 – 0 5 – 0                         | | Verlinden Maertens (72' Ristić), Lešnjak, Clement, Van der Heyden Simons, Englebert (86' Serebrennikov), Čeh Verheyen, Martens (90' Smolders), Mendoza 4–3–3 punt naar achteren Wedstrijdverslag |                                                             |
| 15 december 2002 14:00 Het Kiel Antwerpen (Wilrijk) Ref.: Serge Gumienny Toeschouwers: 10.000                  | Germinal Beerschot                                               | 1 – 3                                                 | Club Brugge                                                                                             | Verlinden De Cock, Lešnjak (64' Serebrennikov), Clement, Van der Heyden Simons, Englebert, Čeh (73' Geraerts) Verheyen, Martens, Mendoza (83' Duarte) 4–3–3 punt naar achteren 4–3–3 punt naar voren / 4–2–3–1 in 64' Wedstrijdverslag |                                                             |
| 15 december 2002 14:00 Het Kiel Antwerpen (Wilrijk) Ref.: Serge Gumienny Toeschouwers: 10.000                  | Kpaka 61'                                                        | 0 – 1 0 – 2 1 – 2 1 – 3                               | 15' Verheyen 60' Čeh 73' Serebrennikov                                                                  | Verlinden De Cock, Lešnjak (64' Serebrennikov), Clement, Van der Heyden Simons, Englebert, Čeh (73' Geraerts) Verheyen, Martens, Mendoza (83' Duarte) 4–3–3 punt naar achteren 4–3–3 punt naar voren / 4–2–3–1 in 64' Wedstrijdverslag |                                                             |
| 21 december 2002 20:00 Jan Breydelstadion Brugge (Sint-Andries) Ref.: Joeri Van de Velde Toeschouwers: 18.800  | Club Brugge                                                      | 3 – 0 later 0 – 0                                     | Lommel                                                                                                  | Verlinden De Cock, Maertens, Clement, Van der Heyden Simons, Englebert, Čeh (85' Geraerts) Verheyen (75' Sæternes), Martens, Mendoza (75' Ristić) 4–3–3 punt naar achteren Wedstrijdverslag |                                                             |
| 21 december 2002 20:00 Jan Breydelstadion Brugge (Sint-Andries) Ref.: Joeri Van de Velde Toeschouwers: 18.800  | Martens 10' Clement 48' Simons 73'                               | 1 – 0 2 – 0 3 – 0                                     | | Verlinden De Cock, Maertens, Clement, Van der Heyden Simons, Englebert, Čeh (85' Geraerts) Verheyen (75' Sæternes), Martens, Mendoza (75' Ristić) 4–3–3 punt naar achteren Wedstrijdverslag |                                                             |
| Terugronde |                                                                  |                                                       | | |                                                             |
| 18 januari 2003 20:00 Jan Breydelstadion Brugge (Sint-Andries) Ref.: Joeri Van de Velde Toeschouwers: 18.469   | Club Brugge                                                      | 3 – 0                                                 | La Louvière                                                                                             | Verlinden De Cock, De Brul, Simons, Van der Heyden Serebrennikov, Englebert, Čeh (57' Stoica) Verheyen (84' Ristić), Martens, Mendoza (57' Sæternes) 4–3–3 punt naar voren / 4–2–3–1 Wedstrijdverslag |                                                             |
| 18 januari 2003 20:00 Jan Breydelstadion Brugge (Sint-Andries) Ref.: Joeri Van de Velde Toeschouwers: 18.469   | Van der Heyden 2' Martens 73' Verheyen 82'                       | 1 – 0 2 – 0 3 – 0                                     | | Verlinden De Cock, De Brul, Simons, Van der Heyden Serebrennikov, Englebert, Čeh (57' Stoica) Verheyen (84' Ristić), Martens, Mendoza (57' Sæternes) 4–3–3 punt naar voren / 4–2–3–1 Wedstrijdverslag |                                                             |
| 25 januari 2003 20:00 Freethielstadion Beveren-Waas Ref.: Claude Bourdouxhe Toeschouwers: 8.000                | KSK Beveren                                                      | 2 – 7                                                 | Club Brugge                                                                                             | Verlinden De Cock, Maertens, Clement, Van der Heyden Simons, Englebert (78' Serebrennikov), Čeh (63' Stoica) Verheyen, Martens (72' Sæternes), Mendoza 4–3–3 punt naar achteren Wedstrijdverslag |                                                             |
| 25 januari 2003 20:00 Freethielstadion Beveren-Waas Ref.: Claude Bourdouxhe Toeschouwers: 8.000                | Yapi Yapo 85' Zézéto 89'                                         | 0 – 1 0 – 2 0 – 3 0 – 4 0 – 5 0 – 6 1 – 6 1 – 7 2 – 7 | 16' Martens 33' Verheyen 39' Martens 44' Čeh 55' Verheyen 67' Stoica 86' Sæternes                       | Verlinden De Cock, Maertens, Clement, Van der Heyden Simons, Englebert (78' Serebrennikov), Čeh (63' Stoica) Verheyen, Martens (72' Sæternes), Mendoza 4–3–3 punt naar achteren Wedstrijdverslag |                                                             |
| 11 april 2003 20:30 Jan Breydelstadion Brugge (Sint-Andries) Ref.: Claude Bourdouxhe Toeschouwers: 21.525      | Club Brugge                                                      | 3 – 0                                                 | KVC Westerlo                                                                                            | Verlinden De Cock, Maertens, Clement, Van der Heyden Simons, Englebert (66' Stoica), Čeh Verheyen (84' Ristić), Sæternes (67' Mendoza), Martens 4–3–3 punt naar achteren Wedstrijdverslag |                                                             |
| 11 april 2003 20:30 Jan Breydelstadion Brugge (Sint-Andries) Ref.: Claude Bourdouxhe Toeschouwers: 21.525      | De Coninck 8' (e.d.) Martens 66' Stoica 70'                      | 1 – 0 2 – 0 3 – 0                                     | | Verlinden De Cock, Maertens, Clement, Van der Heyden Simons, Englebert (66' Stoica), Čeh Verheyen (84' Ristić), Sæternes (67' Mendoza), Martens 4–3–3 punt naar achteren Wedstrijdverslag |                                                             |
| 8 februari 2003 20:00 Achter de Kazerne Mechelen Ref.: Johan Verbist Toeschouwers: 8.500                       | KV Mechelen                                                      | 0 – 8                                                 | Club Brugge                                                                                             | Verlinden De Cock, Maertens, Clement, Van der Heyden Simons, Englebert, Čeh (61' Smolders) Verheyen (61' Stoica), Martens, Mendoza (78' Ristić) 4–3–3 punt naar achteren Wedstrijdverslag | 39' De Cock                                                 |
| 8 februari 2003 20:00 Achter de Kazerne Mechelen Ref.: Johan Verbist Toeschouwers: 8.500                       |                                                                  | 0 – 1 0 – 2 0 – 3 0 – 4 0 – 5 0 – 6 0 – 7 0 – 8       | 26' Martens 28' Verheyen 30' De Cock 32' Verheyen 38' (pen) Simons 45' Martens 73' Martens 89' Smolders | Verlinden De Cock, Maertens, Clement, Van der Heyden Simons, Englebert, Čeh (61' Smolders) Verheyen (61' Stoica), Martens, Mendoza (78' Ristić) 4–3–3 punt naar achteren Wedstrijdverslag | 39' De Cock                                                 |
| 15 februari 2003 15:00 Jan Breydelstadion Brugge (Sint-Andries) Ref.: Serge Gumienny Toeschouwers: 21.993      | Club Brugge                                                      | 4 – 2                                                 | Standard Luik                                                                                           | Verlinden Cornelis, Maertens, Clement, Van der Heyden Simons, Englebert (86' Serebrennikov), Čeh Verheyen (86' Lange), Martens, Mendoza (77' Smolders) 4–3–3 punt naar achteren Wedstrijdverslag |                                                             |
| 15 februari 2003 15:00 Jan Breydelstadion Brugge (Sint-Andries) Ref.: Serge Gumienny Toeschouwers: 21.993      | Mendoza 26' Simons 30' (pen) Čeh 31' Verheyen 49'                | 1 – 0 2 – 0 3 – 0 3 – 1 4 – 1 4 – 2                   | 33' Aarst 90' Meyssen                                                                                   | Verlinden Cornelis, Maertens, Clement, Van der Heyden Simons, Englebert (86' Serebrennikov), Čeh Verheyen (86' Lange), Martens, Mendoza (77' Smolders) 4–3–3 punt naar achteren Wedstrijdverslag |                                                             |
| 23 februari 2003 13:00 Jules Ottenstadion Gent (Gentbrugge) Ref.: Eddie Vermeirsch Toeschouwers: 11.023        | KAA Gent                                                         | 1 – 4                                                 | Club Brugge                                                                                             | Verlinden De Cock, Maertens, Clement, Van der Heyden Simons, Englebert, Čeh Verheyen (86' Smolders), Martens, Mendoza (72' Ristić) 4–3–3 punt naar achteren Wedstrijdverslag | 44' Van der Heyden                                          |
| 23 februari 2003 13:00 Jules Ottenstadion Gent (Gentbrugge) Ref.: Eddie Vermeirsch Toeschouwers: 11.023        | Oyawolé 90'                                                      | 0 – 1 0 – 2 0 – 3 0 – 4 1 – 4                         | 54' (e.d.) Ndikumana 58' Martens 86' Čeh 88' Martens                                                    | Verlinden De Cock, Maertens, Clement, Van der Heyden Simons, Englebert, Čeh Verheyen (86' Smolders), Martens, Mendoza (72' Ristić) 4–3–3 punt naar achteren Wedstrijdverslag | 44' Van der Heyden                                          |
| 2 maart 2003 15:00 Jan Breydelstadion Brugge (Sint-Andries) Ref.: Pieter Vandevenne Toeschouwers: 20.908       | Club Brugge                                                      | 1 – 0                                                 | Antwerp                                                                                                 | Verlinden De Cock, Maertens, Clement, Ristić Simons, Englebert, Čeh Verheyen, Martens (75' Smolders), Mendoza (89' Lange) 4–3–3 punt naar achteren Wedstrijdverslag |                                                             |
| 2 maart 2003 15:00 Jan Breydelstadion Brugge (Sint-Andries) Ref.: Pieter Vandevenne Toeschouwers: 20.908       | Clement 45'                                                      | 1 – 0                                                 | | Verlinden De Cock, Maertens, Clement, Ristić Simons, Englebert, Čeh Verheyen, Martens (75' Smolders), Mendoza (89' Lange) 4–3–3 punt naar achteren Wedstrijdverslag |                                                             |
| 8 maart 2003 20:00 Le Cannonier Moeskroen Ref.: Johny Ver Eecke Toeschouwers: 10.500                           | Excelsior Moeskroen                                              | 0 – 4                                                 | Club Brugge                                                                                             | Verlinden De Cock, Maertens, Clement, Van der Heyden Simons, Englebert, Čeh (74' Stoica) Verheyen, Martens, Mendoza (74' Smolders) 4–3–3 punt naar achteren Wedstrijdverslag | 43' De Cock                                                 |
| 8 maart 2003 20:00 Le Cannonier Moeskroen Ref.: Johny Ver Eecke Toeschouwers: 10.500                           |                                                                  | 0 – 1 0 – 2 0 – 3 0 – 4                               | 6' Verheyen 35' Mendoza 78' Clement 90' Smolders                                                        | Verlinden De Cock, Maertens, Clement, Van der Heyden Simons, Englebert, Čeh (74' Stoica) Verheyen, Martens, Mendoza (74' Smolders) 4–3–3 punt naar achteren Wedstrijdverslag | 43' De Cock                                                 |
| 15 maart 2003 20:00 Jan Breydelstadion Brugge (Sint-Andries) Ref.: Serge Gumienny Toeschouwers: 20.341         | Club Brugge                                                      | 1 – 2                                                 | Sporting Charleroi                                                                                      | Verlinden De Cock, Maertens, Clement, Van der Heyden Simons, Englebert (46' Stoica), Čeh Verheyen (61' Smolders), Martens, Mendoza (81' Lange) 4–3–3 punt naar achteren Club Brugge speelde in uniek uittenue met opschrift Dexia de bank met Team Spirit 2, reclame makend voor de film van regisseur Jan Verheyen waarvan shirtsponsor Dexia een van de sponsors was. Wedstrijdverslag | Čeh Martens                                                 |
| 15 maart 2003 20:00 Jan Breydelstadion Brugge (Sint-Andries) Ref.: Serge Gumienny Toeschouwers: 20.341         | Mendoza 51'                                                      | 0 – 1 0 – 2 1 – 2                                     | 1' Dufer 22' Boeka-Lisasi                                                                               | Verlinden De Cock, Maertens, Clement, Van der Heyden Simons, Englebert (46' Stoica), Čeh Verheyen (61' Smolders), Martens, Mendoza (81' Lange) 4–3–3 punt naar achteren Club Brugge speelde in uniek uittenue met opschrift Dexia de bank met Team Spirit 2, reclame makend voor de film van regisseur Jan Verheyen waarvan shirtsponsor Dexia een van de sponsors was. Wedstrijdverslag | Čeh Martens                                                 |
| 23 maart 2003 20:00 Constant Vanden Stockstadion Brussel (Anderlecht) Ref.: Johan Verbist Toeschouwers: 26.516 | RSC Anderlecht                                                   | 5 – 1                                                 | Club Brugge                                                                                             | Verlinden De Cock, Maertens (62' Serebrennikov), Clement, Van der Heyden Simons, Englebert, Čeh Verheyen (46' Sæternes), Smolders (62' Stoica), Mendoza 4–3–3 punt naar achteren 4–3–3 punt naar voren / 4–2–3–1 in 62' RSC Anderlecht en Club Brugge speelden in uniek thuistenue met opschrift Go for FAIR PLAY naar aanleiding van een fair play-actie van de Belgische voetbalbond. Aanleiding voor deze actie was de uit de hand gelopen wedstrijd tussen Brugge en Anderlecht in Brugge, begin december 2002. Wedstrijdverslag | 33' Verheyen 64' Englebert                                  |
| 23 maart 2003 20:00 Constant Vanden Stockstadion Brussel (Anderlecht) Ref.: Johan Verbist Toeschouwers: 26.516 | Lovre 26' Jestrović 42' Jestrović 43' (pen) Junior 58' Aruna 71' | 1 – 0 1 – 1 2 – 1 3 – 1 4 – 1 5 – 1                   | 35' Čeh                                                                                                 | Verlinden De Cock, Maertens (62' Serebrennikov), Clement, Van der Heyden Simons, Englebert, Čeh Verheyen (46' Sæternes), Smolders (62' Stoica), Mendoza 4–3–3 punt naar achteren 4–3–3 punt naar voren / 4–2–3–1 in 62' RSC Anderlecht en Club Brugge speelden in uniek thuistenue met opschrift Go for FAIR PLAY naar aanleiding van een fair play-actie van de Belgische voetbalbond. Aanleiding voor deze actie was de uit de hand gelopen wedstrijd tussen Brugge en Anderlecht in Brugge, begin december 2002. Wedstrijdverslag | 33' Verheyen 64' Englebert                                  |
| 5 april 2003 20:00 Jan Breydelstadion Brugge (Sint-Andries) Ref.: Peter Vervecken Toeschouwers: 20.926         | Club Brugge                                                      | 4 – 2                                                 | Bergen                                                                                                  | Verlinden De Cock, Maertens, Clement, Van der Heyden Simons, Stoica, Čeh Verheyen, Sæternes (72' Smolders), Martens 4–3–3 punt naar achteren Wedstrijdverslag |                                                             |
| 5 april 2003 20:00 Jan Breydelstadion Brugge (Sint-Andries) Ref.: Peter Vervecken Toeschouwers: 20.926         | Sæternes 8' Sæternes 10' Sæternes 20' Sæternes 42'               | 1 – 0 2 – 0 2 – 1 3 – 1 4 – 1 4 – 2                   | 15' Roussel 46' La Placa                                                                                | Verlinden De Cock, Maertens, Clement, Van der Heyden Simons, Stoica, Čeh Verheyen, Sæternes (72' Smolders), Martens 4–3–3 punt naar achteren Wedstrijdverslag |                                                             |
| 18 april 2003 20:30 Fenixstadion Genk Ref.: Johny Ver Eecke Toeschouwers: 24.500                               | KRC Genk                                                         | 0 – 3                                                 | Club Brugge                                                                                             | Stijnen De Cock, Maertens, Clement , Ristić Simons, Englebert, Čeh (70' Stoica) Verheyen (83' Serebrennikov), Sæternes (65' Mendoza), Martens 4–3–3 punt naar achteren Wedstrijdverslag |                                                             |
| 18 april 2003 20:30 Fenixstadion Genk Ref.: Johny Ver Eecke Toeschouwers: 24.500                               |                                                                  | 0 – 1 0 – 2 0 – 3                                     | 7' Sæternes 18' Čeh 41' Verheyen                                                                        | Stijnen De Cock, Maertens, Clement , Ristić Simons, Englebert, Čeh (70' Stoica) Verheyen (83' Serebrennikov), Sæternes (65' Mendoza), Martens 4–3–3 punt naar achteren Wedstrijdverslag |                                                             |
| 25 april 2003 20:30 Herman Vanderpoortenstadion Lier Ref.: Serge Gumienny Toeschouwers: 12.000                 | Lierse                                                           | 1 – 1                                                 | Club Brugge                                                                                             | Stijnen De Cock, Maertens, Clement , Van der Heyden Simons, Englebert, Čeh Verheyen (70' Stoica), Sæternes (86' Serebrennikov), Martens (58' Lange) 4–3–3 punt naar achteren Wedstrijdverslag |                                                             |
| 25 april 2003 20:30 Herman Vanderpoortenstadion Lier Ref.: Serge Gumienny Toeschouwers: 12.000                 | Huysegems 56'                                                    | 1 – 0 1 – 1                                           | 69' Englebert                                                                                           | Stijnen De Cock, Maertens, Clement , Van der Heyden Simons, Englebert, Čeh Verheyen (70' Stoica), Sæternes (86' Serebrennikov), Martens (58' Lange) 4–3–3 punt naar achteren Wedstrijdverslag |                                                             |
| 3 mei 2003 18:00 Jan Breydelstadion Brugge (Sint-Andries) Ref.: Johan Verbist Toeschouwers: 26.909             | Club Brugge                                                      | 1 – 1                                                 | STVV | Verlinden De Cock, Maertens, Clement, Van der Heyden Simons, Englebert, Čeh (71' Stoica) Verheyen (53' Lange), Sæternes (89' Smolders), Martens 4–3–3 punt naar achteren Wedstrijdverslag |                                                             |
| 3 mei 2003 18:00 Jan Breydelstadion Brugge (Sint-Andries) Ref.: Johan Verbist Toeschouwers: 26.909             | Englebert 25'                                                    | 1 – 0 1 – 1                                           | 84' Mbonabucya                                                                                          | Verlinden De Cock, Maertens, Clement, Van der Heyden Simons, Englebert, Čeh (71' Stoica) Verheyen (53' Lange), Sæternes (89' Smolders), Martens 4–3–3 punt naar achteren Wedstrijdverslag |                                                             |
| 11 mei 2003 20:00 Daknamstadion Lokeren (Daknam) Ref.: Peter Vervecken Toeschouwers: 10.000                    | Lokeren SNW                                                      | 2 – 5                                                 | Club Brugge                                                                                             | Verlinden De Cock, Maertens (46' Sæternes), Clement, Van der Heyden Simons, Englebert (65' Geraerts), Čeh Stoica (81' Verheyen), Martens, Mendoza 4–3–3 punt naar achteren 4–3–3 punt naar voren / 4–2–3–1 in 46' Wedstrijdverslag |                                                             |
| 11 mei 2003 20:00 Daknamstadion Lokeren (Daknam) Ref.: Peter Vervecken Toeschouwers: 10.000                    | Rúnar 8' Arnar 37'                                               | 1 – 0 1 – 1 2 – 1 2 – 2 2 – 3 2 – 4 2 – 5             | 17' Čeh 71' Mendoza 74' Mendoza 84' Martens 85' Sæternes                                                | Verlinden De Cock, Maertens (46' Sæternes), Clement, Van der Heyden Simons, Englebert (65' Geraerts), Čeh Stoica (81' Verheyen), Martens, Mendoza 4–3–3 punt naar achteren 4–3–3 punt naar voren / 4–2–3–1 in 46' Wedstrijdverslag |                                                             |
| 18 mei 2003 15:00 Jan Breydelstadion Brugge (Sint-Andries) Ref.: Luc Melotte Toeschouwers: 22.199              | Club Brugge                                                      | 1 – 1                                                 | Germinal Beerschot                                                                                      | Verlinden De Cock, Maertens, Clement (46' Geraerts), Van der Heyden Simons, Stoica (75' Smolders), Čeh Verheyen (46' Sæternes), Martens, Mendoza 4–3–3 punt naar achteren 4–3–3 punt naar voren / 4–2–3–1 in 46' Timmy Simons kreeg voor de aftrap de Gouden Schoen, die Simons in januari 2003 al won, officieel uit handen van de voetbalredactie van de organiserende krant Het Laatste Nieuws. Wedstrijdverslag | 44' Čeh 83' Geraerts                                        |
| 18 mei 2003 15:00 Jan Breydelstadion Brugge (Sint-Andries) Ref.: Luc Melotte Toeschouwers: 22.199              | Martens 5'                                                       | 1 – 0 1 – 1                                           | 6' Quansah                                                                                              | Verlinden De Cock, Maertens, Clement (46' Geraerts), Van der Heyden Simons, Stoica (75' Smolders), Čeh Verheyen (46' Sæternes), Martens, Mendoza 4–3–3 punt naar achteren 4–3–3 punt naar voren / 4–2–3–1 in 46' Timmy Simons kreeg voor de aftrap de Gouden Schoen, die Simons in januari 2003 al won, officieel uit handen van de voetbalredactie van de organiserende krant Het Laatste Nieuws. Wedstrijdverslag | 44' Čeh 83' Geraerts                                        |
| geen Soevereinstadion Lommel Ref.: geen Toeschouwers: geen                                                     | Lommel                                                           | 0 – 0                                                 | Club Brugge                                                                                             | Geen opstelling beschikbaar; wedstrijd niet gespeeld wegens forfait Lommel |                                                             |
| geen Soevereinstadion Lommel Ref.: geen Toeschouwers: geen                                                     | geen                                                             |                                                       | geen | Geen opstelling beschikbaar; wedstrijd niet gespeeld wegens forfait Lommel |                                                             |

| LaL (uit) Foto's | BEV (thuis) Foto's | WES (uit) Foto's | KVM (thuis) Foto's | STA (uit) Foto's | GNT (thuis) Foto's | ANT (uit) Foto's | MOE (thuis) Foto's | CHA (uit) Foto's | RSCA (thuis) Foto's |

| BER (uit) Foto's | GNK (thuis) Foto's | LIE (thuis) Foto's | STVV (uit) Foto's | LOK (thuis) Foto's | GBA (uit) Foto's | LOM (thuis) Foto's | LaL (thuis) Foto's | BEV (uit) Foto's | WES (thuis) Foto's |

| KVM (uit) Foto's | STA (thuis) Foto's | GNT (uit) Foto's | ANT (thuis) Foto's | MOE (uit) Foto's | CHA (thuis) Foto's | RSCA (uit) Foto's | BER (thuis) Foto's | GNK (uit) Foto's | LIE (uit) Foto's |

| STVV (thuis) Foto's | LOK (uit) Foto's | GBA (thuis) Foto's |

#### Opmerkingen
1. ↑  Moeskroen-speler Paul Alo'o Efoulou, die zijn debuut maakte, bleek niet speelgerechtigd.
2. ↑  Wedstrijd verplaatst naar 7 december 2002.
3. ↑  Resultaat geschrapt wegens faillissement Lommel SK.
4. ↑  Wedstrijd verplaatst naar 11 april 2003.
5. ↑  Wedstrijd niet meer gespeeld wegens faillissement Lommel SK.

### Klassement
|         |    |                    | P  | W  | G | V  | +  | -  | DS  | Ptn |
| ------- | -- | ------------------ | -- | -- | - | -- | -- | -- | --- | --- |
| K (CL)  | 1  | Club Brugge        | 32 | 25 | 4 | 3  | 96 | 33 | +63 | 79  |
| (CL)    | 2  | Anderlecht         | 32 | 23 | 2 | 7  | 72 | 33 | +39 | 71  |
| (UEFA)  | 3  | Lokeren            | 32 | 18 | 6 | 8  | 69 | 51 | +18 | 60  |
|         | 4  | Sint-Truiden       | 32 | 16 | 8 | 8  | 63 | 44 | +19 | 56  |
|         | 5  | Lierse             | 32 | 16 | 8 | 8  | 51 | 41 | +10 | 56  |
|         | 6  | Genk               | 32 | 16 | 7 | 9  | 73 | 52 | +21 | 55  |
|         | 7  | Standard Luik      | 32 | 14 | 8 | 10 | 53 | 39 | +14 | 50  |
|         | 8  | AA Gent            | 32 | 15 | 2 | 15 | 49 | 55 | −6  | 47  |
|         | 9  | Mons               | 32 | 13 | 4 | 15 | 45 | 45 | +0  | 43  |
|         | 10 | Westerlo           | 32 | 12 | 4 | 16 | 39 | 46 | −7  | 40  |
|         | 11 | Beveren            | 32 | 12 | 2 | 18 | 52 | 69 | −17 | 38  |
|         | 12 | Antwerp            | 32 | 9  | 7 | 16 | 44 | 55 | −11 | 34  |
|         | 13 | Moeskroen          | 32 | 9  | 5 | 18 | 42 | 72 | −30 | 32  |
|         | 14 | Germinal Beerschot | 32 | 8  | 7 | 17 | 49 | 57 | −8  | 31  |
| (beker) | 15 | Louvière           | 32 | 7  | 9 | 16 | 34 | 44 | −10 | 30  |
|         | 16 | Charleroi          | 32 | 6  | 9 | 17 | 39 | 66 | −27 | 27  |
| D       | 17 | KV Mechelen        | 32 | 4  | 6 | 22 | 18 | 86 | −68 | 18  |
| /       | /  | Lommel             | 0  | 0  | 0 | 0  | 0  | 0  | 0   | 0   |

P: wedstrijden gespeeld, W: wedstrijden gewonnen, G: gelijke spelen, V: wedstrijden verloren, +: gescoorde doelpunten, -: doelpunten tegen, DS: doelsaldo, Ptn: totaal punten
K: kampioen, D: degradeert, (beker): bekerwinnaar, (UEFA): geplaatst voor UEFA-beker

## UEFA Champions League

### Tweede voorronde (heen)
|                                               |                            |                |                  |                                                                                |
| 31 juli 2002 Voorrondes UEFA Champions League | Club Brugge                | 3 – 1          | Dinamo Boekarest | Jan Breydelstadion, Brugge Toeschouwers: 11.000 Scheidsrechter: Joeri Baskakov |
| 31 juli 2002 Voorrondes UEFA Champions League | 24' Lange 44', 85' Mendoza | Wedstrijdfiche | 43' Alexa        | Jan Breydelstadion, Brugge Toeschouwers: 11.000 Scheidsrechter: Joeri Baskakov |

| Club Brugge | Dinamo Boekarest |

| Club Brugge (4–3–3 punt naar achteren): |    |                      |         |
|                                         |    |                      |         |
| GK                                      | 1  | Dany Verlinden       |         |
| RB                                      | 26 | Birger Maertens      |         |
| CB                                      | 6  | Philippe Clement     | 72'     |
| CB                                      | 30 | Marek Špilár         |         |
| LB                                      | 5  | Peter Van der Heyden |         |
| DM                                      | 3  | Timmy Simons         |         |
| CM                                      | 16 | Serhij Serebrennikov | 59'     |
| CM                                      | 8  | Gaëtan Englebert     | 26'     |
| RW                                      | 17 | José Duarte          | 84'     |
| CF                                      | 19 | Rune Lange           |         |
| LW                                      | 18 | Andrés Mendoza       |         |
| Wisselspelers:                          |    |                      |         |
|                                         |    |                      |         |
| MF                                      | 24 | Tim Smolders         | 59' 90' |
| DF                                      | 2  | Olivier De Cock      | 72'     |
| FW                                      | 11 | Sandy Martens        | 84'     |
| Coach:                                  |    |                      |         |
| Trond Sollied                           |    |                      |         |

| Dinamo Boekarest (4–4–2 ruit): |    |                   |     |     |
|                                |    |                   |     |     |
|                                |    |                   |     |     |
| GK                             | 1  | Cristian Munteanu | 61' |     |
| RB                             | 2  | Flavius Stoican   | 78' |     |
| CB                             | 3  | Giani Kiriță      |     |     |
| CB                             | 6  | Bogdan Onuț       | 5'  |     |
| LB                             | 16 | Cornel Frăsineanu |     |     |
| DM                             | 7  | Cristian Bolohan  |     |     |
| CM                             | 13 | Dan Alexa         |     |     |
| CM                             | 20 | Florin Pârvu      |     |     |
| AM                             | 22 | Ciprian Danciu    | 84' |     |
| RF                             | 19 | Claudiu Drăgan    | 62' | 83' |
| LF                             | 9  | Claudiu Niculescu | 72' |     |
| Wisselspelers:                 |    |                   |     |     |
|                                |    |                   |     |     |
| FW                             | 10 | Ionel Dănciulescu | 72' |     |
| MF                             | 21 | Ștefan Grigorie   | 78' |     |
| DF                             | 24 | Cosmin Bărcăuan   | 83' |     |
| Coach:                         |    |                   |     |     |
| Ion Moldovan                   |    |                   |     |     |

### Tweede voorronde (terug)
|                                                  |                  |                |             |                                                                               |
| 7 augustus 2002 Voorrondes UEFA Champions League | Dinamo Boekarest | 0 – 1          | Club Brugge | Cotrocenistadion, Boekarest Toeschouwers: 10.000 Scheidsrechter: Leif Sundell |
| 7 augustus 2002 Voorrondes UEFA Champions League |                  | Wedstrijdfiche | 20' Lange   | Cotrocenistadion, Boekarest Toeschouwers: 10.000 Scheidsrechter: Leif Sundell |

| Dinamo Boekarest | Club Brugge |

| Dinamo Boekarest (3–4–1–2): |    |                   |     |
|                             |    |                   |     |
| GK                          | 1  | Cristian Munteanu |     |
| CB                          | 14 | Angelo Alistar    |     |
| CB                          | 3  | Giani Kiriță      |     |
| CB                          | 6  | Bogdan Onuț       |     |
| RM                          | 25 | Iulian Tameș      |     |
| CM                          | 13 | Dan Alexa         |     |
| CM                          | 7  | Cristian Bolohan  |     |
| LM                          | 16 | Cornel Frăsineanu |     |
| AM                          | 21 | Ștefan Grigorie   | 55' |
| RF                          | 9  | Claudiu Niculescu | 46' |
| LF                          | 19 | Claudiu Drăgan    | 25' |
| Wisselspelers:              |    |                   |     |
|                             |    |                   |     |
| FW                          | 10 | Ionel Dănciulescu | 25' |
| FW                          | 8  | Florentin Petre   | 46' |
| DF                          | 24 | Cosmin Bărcăuan   | 55' |
| Coach:                      |    |                   |     |
| Ion Moldovan                |    |                   |     |

| Club Brugge (4–3–3 punt naar achteren): |    |                      |     |     |
|                                         |    |                      |     |     |
|                                         |    |                      |     |     |
| GK                                      | 1  | Dany Verlinden       |     |     |
| RB                                      | 26 | Birger Maertens      |     |     |
| CB                                      | 6  | Philippe Clement     |     |     |
| CB                                      | 30 | Marek Špilár         |     |     |
| LB                                      | 5  | Peter Van der Heyden | 89' |     |
| DM                                      | 3  | Timmy Simons         |     |     |
| CM                                      | 16 | Serhij Serebrennikov |     |     |
| CM                                      | 8  | Gaëtan Englebert     |     |     |
| RW                                      | 17 | José Duarte          | 70' |     |
| CF                                      | 19 | Rune Lange           |     |     |
| LW                                      | 18 | Andrés Mendoza       | 55' |     |
| Wisselspelers:                          |    |                      |     |     |
|                                         |    |                      |     |     |
| DF                                      | 2  | Olivier De Cock      | 55' | 70' |
| FW                                      | 20 | Ebou Sillah          | 70' |     |
| DF                                      | 10 | Bratislav Ristić     | 89' |     |
| Coach:                                  |    |                      |     |     |
| Trond Sollied                           |    |                      |     |     |

### Derde voorronde (heen)
|                                                   |                     |                |             |                                                                           |
| 14 augustus 2002 Voorrondes UEFA Champions League | FK Sjachtar Donetsk | 1 – 1          | Club Brugge | NSK Olimpiejsky, Kiev Toeschouwers: 30.000 Scheidsrechter: Herbert Fandel |
| 14 augustus 2002 Voorrondes UEFA Champions League | 47' Aghahowa        | Wedstrijdfiche | 86' Simons  | NSK Olimpiejsky, Kiev Toeschouwers: 30.000 Scheidsrechter: Herbert Fandel |

| Sjachtar Donetsk | Club Brugge |

| Sjachtar Donetsk (4–4–2 vlak): |    |                      |         |
|                                |    |                      |         |
| GK                             | 1  | Wojciech Kowalewski  |         |
| RB                             | 2  | Mihajlo Starostiak   |         |
| CB                             | 5  | Serhij Popov         | 76'     |
| CB                             | 22 | Isaac Okoronkwo      |         |
| LB                             | 28 | Daniel Florea        |         |
| RM                             | 17 | Julius Aghahowa      | 75'     |
| CM                             | 19 | Oleksij Gaj          |         |
| CM                             | 4  | Anatoli Tymosjtsjoek | 33'     |
| LM                             | 13 | Assane N'Diaye       | 59'     |
| CF                             | 9  | Gennadi Zoebov       | 84'     |
| CF                             | 11 | Andriy Vorobey       |         |
| Wisselspelers:                 |    |                      |         |
|                                |    |                      |         |
| DF                             | 6  | Damián               | 59' 83' |
| DF                             | 18 | Mariusz Lewandowski  | 76'     |
| FW                             | 25 | Brandão              | 84'     |
| Coach:                         |    |                      |         |
| Nevio Scala                    |    |                      |         |

| Club Brugge (4–3–3 punt naar achteren): |    |                      |     |
|                                         |    |                      |     |
| GK                                      | 1  | Dany Verlinden       |     |
| RB                                      | 26 | Birger Maertens      |     |
| CB                                      | 6  | Philippe Clement     | 67' |
| CB                                      | 30 | Marek Špilár         | 23' |
| LB                                      | 5  | Peter Van der Heyden | 79' |
| DM                                      | 3  | Timmy Simons         |     |
| CM                                      | 16 | Serhij Serebrennikov |     |
| CM                                      | 8  | Gaëtan Englebert     |     |
| RW                                      | 17 | José Duarte          | 81' |
| CF                                      | 19 | Rune Lange           | 81' |
| LW                                      | 18 | Andrés Mendoza       |     |
| Wisselspelers:                          |    |                      |     |
|                                         |    |                      |     |
| DF                                      | 2  | Olivier De Cock      | 67' |
| DF                                      | 10 | Bratislav Ristić     | 81' |
| FW                                      | 11 | Sandy Martens        | 81' |
| Coach:                                  |    |                      |     |
| Trond Sollied                           |    |                      |     |

### Derde voorronde (terug)
|                                                   |                               |                |                                |                                                                             |
| 28 augustus 2002 Voorrondes UEFA Champions League | Club Brugge                   | 1 – 1          | FK Sjachtar Donetsk            | Jan Breydelstadion, Brugge Toeschouwers: 18.000 Scheidsrechter: Terje Hauge |
| 28 augustus 2002 Voorrondes UEFA Champions League | 75' Čeh                       | Wedstrijdfiche | 13' Vorobey                    | Jan Breydelstadion, Brugge Toeschouwers: 18.000 Scheidsrechter: Terje Hauge |
| 28 augustus 2002 Voorrondes UEFA Champions League | Strafschoppen                 |                |                                | Jan Breydelstadion, Brugge Toeschouwers: 18.000 Scheidsrechter: Terje Hauge |
| 28 augustus 2002 Voorrondes UEFA Champions League | De Cock Simons Lange Maertens | 4–1            | Lewandowski Pestriakov Vorobey | Jan Breydelstadion, Brugge Toeschouwers: 18.000 Scheidsrechter: Terje Hauge |

| Club Brugge | FK Sjachtar Donetsk |

| Club Brugge (4–3–3 punt naar achteren): |    |                      |      |
|                                         |    |                      |      |
| GK                                      | 1  | Dany Verlinden       |      |
| RB                                      | 26 | Birger Maertens      |      |
| CB                                      | 6  | Philippe Clement     |      |
| CB                                      | 30 | Marek Špilár         |      |
| LB                                      | 10 | Bratislav Ristić     |      |
| DM                                      | 3  | Timmy Simons         |      |
| CM                                      | 16 | Serhij Serebrennikov | 69'  |
| CM                                      | 8  | Gaëtan Englebert     |      |
| RW                                      | 7  | Gert Verheyen        | 63'  |
| CF                                      | 19 | Rune Lange           |      |
| LW                                      | 18 | Andrés Mendoza       | 109' |
| Wisselspelers:                          |    |                      |      |
|                                         |    |                      |      |
| MF                                      | 24 | Tim Smolders         | 63'  |
| MF                                      | 14 | Nastja Čeh           | 69'  |
| FW                                      | 11 | Sandy Martens        | 109' |
| Coach:                                  |    |                      |      |
| Trond Sollied                           |    |                      |      |

| Sjachtar Donetsk (4–4–2 vlak): |    |                      |     |
|                                |    |                      |     |
|                                |    |                      |     |
| GK                             | 1  | Wojciech Kowalewski  |     |
| RB                             | 2  | Mihajlo Starostiak   |     |
| CB                             | 5  | Serhij Popov         | 46' |
| CB                             | 22 | Isaac Okoronkwo      |     |
| LB                             | 28 | Daniel Florea        |     |
| RM                             | 17 | Julius Aghahowa      | 61' |
| CM                             | 19 | Oleksij Gaj          | 91' |
| CM                             | 4  | Anatoli Tymosjtsjoek |     |
| LM                             | 13 | Assane N'Diaye       |     |
| CF                             | 20 | Oleksij Belik        | 71' |
| CF                             | 11 | Andriy Vorobey       | 75' |
| Wisselspelers:                 |    |                      |     |
|                                |    |                      |     |
| DF                             | 18 | Mariusz Lewandowski  | 46' |
| MF                             | 26 | Oleh Pestriakov      | 71' |
| MF                             | 9  | Gennadi Zoebov       | 91' |
| Coach:                         |    |                      |     |
| Nevio Scala                    |    |                      |     |

### Groepsfase, groep H
| Team                | Ptn | Wed | W | G | V | DV | DT | DS |
| ------------------- | --- | --- | - | - | - | -- | -- | -- |
| 1. FC Barcelona     | 18  | 6   | 6 | 0 | 0 | 13 | 4  | +9 |
| 2. Lokomotiv Moskou | 7   | 6   | 2 | 1 | 3 | 5  | 7  | −2 |
| 3. Club Brugge      | 5   | 6   | 1 | 2 | 3 | 5  | 7  | −2 |
| 4. Galatasaray      | 4   | 6   | 1 | 1 | 4 | 5  | 10 | −5 |

| Eerste speeldag  |     |                  |
| Lokomotiv Moskou | 0–2 | Galatasaray SK   |
| Barcelona        | 3–2 | Club Brugge      |
| Tweede speeldag  |     |                  |
| Club Brugge      | 0–0 | Lokomotiv Moskou |
| Galatasaray SK   | 0–2 | Barcelona        |
| Derde speeldag   |     |                  |
| Lokomotiv Moskou | 1–3 | Barcelona        |
| Galatasaray SK   | 0–0 | Club Brugge      |
| Vierde speeldag  |     |                  |
| Barcelona        | 1–0 | Lokomotiv Moskou |
| Club Brugge      | 3–1 | Galatasaray SK   |
| Vijfde speeldag  |     |                  |
| Galatasaray SK   | 1–2 | Lokomotiv Moskou |
| Club Brugge      | 0–1 | Barcelona        |
| Zesde speeldag   |     |                  |
| Lokomotiv Moskou | 2–0 | Club Brugge      |
| Barcelona        | 3–1 | Galatasaray SK   |

### Groepsfase speeldag 1
|                                                    |                                     |                |                                |                                                                           |
| 18 september 2002 Groepsfase UEFA Champions League | FC Barcelona                        | 3 – 2          | Club Brugge                    | Camp Nou, Barcelona Toeschouwers: 70.000 Scheidsrechter: Helmut Fleischer |
| 18 september 2002 Groepsfase UEFA Champions League | 5' Enrique 41' Mendieta 44' Saviola | Wedstrijdfiche | 22' (pen) Simons 85' Englebert | Camp Nou, Barcelona Toeschouwers: 70.000 Scheidsrechter: Helmut Fleischer |

| FC Barcelona | Club Brugge |

| FC Barcelona (3–4–3 vlak): |    |                     |     |
|                            |    |                     |     |
| GK                         | 26 | Víctor Valdés       |     |
| SW                         | 5  | Carles Puyol        |     |
| CB                         | 3  | Frank de Boer       |     |
| CB                         | 35 | Fernando Navarro    | 37' |
| RM                         | 8  | Philip Cocu         |     |
| CM                         | 6  | Xavi                |     |
| CM                         | 31 | Thiago Motta        | 37' |
| LM                         | 17 | Gaizka Mendieta     | 76' |
| RW                         | 7  | Javier Saviola      |     |
| CF                         | 9  | Patrick Kluivert    |     |
| LW                         | 21 | Luis Enrique        | 73' |
| Wisselspelers:             |    |                     |     |
|                            |    |                     |     |
| GK                         | 1  | Roberto Bonano      |     |
| DF                         | 2  | Michael Reiziger    |     |
| FW                         | 10 | Juan Román Riquelme | 73' |
| MF                         | 14 | Gerard López        |     |
| MF                         | 15 | Fábio Rochemback    | 76' |
| MF                         | 18 | Gabri               |     |
| FW                         | 22 | Geovanni            |     |
| Coach:                     |    |                     |     |
| Louis van Gaal             |    |                     |     |

| Club Brugge (4–3–3 punt naar achteren): |    |                      |         |
|                                         |    |                      |         |
| GK                                      | 1  | Dany Verlinden       |         |
| RB                                      | 2  | Olivier De Cock      |         |
| CB                                      | 26 | Birger Maertens      |         |
| CB                                      | 30 | Marek Špilár         |         |
| LB                                      | 5  | Peter Van der Heyden | 56'     |
| DM                                      | 3  | Timmy Simons         |         |
| CM                                      | 16 | Serhij Serebrennikov | 46'     |
| CM                                      | 8  | Gaëtan Englebert     |         |
| RW                                      | 7  | Gert Verheyen        |         |
| CF                                      | 18 | Andrés Mendoza       |         |
| LW                                      | 11 | Sandy Martens        | 56' 71' |
| Wisselspelers:                          |    |                      |         |
|                                         |    |                      |         |
| GK                                      | 23 | Stijn Stijnen        |         |
| DF                                      | 4  | Milan Lešnjak        | 46' 47' |
| DF                                      | 6  | Philippe Clement     |         |
| MF                                      | 10 | Bratislav Ristić     |         |
| MF                                      | 14 | Nastja Čeh           | 71' 86' |
| FW                                      | 19 | Rune Lange           |         |
| MF                                      | 32 | Alin Stoica          | 56'     |
| Coach:                                  |    |                      |         |
| Trond Sollied                           |    |                      |         |

### Groepsfase speeldag 2
|                                                    |                |       |                  |                                                                             |
| 24 september 2002 Groepsfase UEFA Champions League | Club Brugge    | 0 – 0 | Lokomotiv Moskou | Jan Breydelstadion, Brugge Toeschouwers: 26.000 Scheidsrechter: Paulo Costa |
| 24 september 2002 Groepsfase UEFA Champions League | Wedstrijdfiche |       |                  | Jan Breydelstadion, Brugge Toeschouwers: 26.000 Scheidsrechter: Paulo Costa |

| Club Brugge | Lokomotiv Moskou |

| Club Brugge (4–3–3 punt naar achteren): |    |                      |     |
|                                         |    |                      |     |
| GK                                      | 1  | Dany Verlinden       |     |
| RB                                      | 2  | Olivier De Cock      |     |
| CB                                      | 26 | Birger Maertens      | 89' |
| CB                                      | 30 | Marek Špilár         | 61' |
| LB                                      | 5  | Peter Van der Heyden |     |
| DM                                      | 3  | Timmy Simons         | 69' |
| CM                                      | 16 | Serhij Serebrennikov | 70' |
| CM                                      | 8  | Gaëtan Englebert     |     |
| RW                                      | 7  | Gert Verheyen        | 74' |
| CF                                      | 19 | Rune Lange           |     |
| LW                                      | 18 | Andrés Mendoza       | 66' |
| Wisselspelers:                          |    |                      |     |
|                                         |    |                      |     |
| GK                                      | 23 | Stijn Stijnen        |     |
| DF                                      | 6  | Philippe Clement     | 61' |
| MF                                      | 10 | Bratislav Ristić     |     |
| FW                                      | 11 | Sandy Martens        |     |
| MF                                      | 14 | Nastja Čeh           |     |
| FW                                      | 24 | Tim Smolders         |     |
| MF                                      | 32 | Alin Stoica          | 66' |
| Coach:                                  |    |                      |     |
| Trond Sollied                           |    |                      |     |

| Lokomotiv Moskou (3–4–3): |    |                      |         |
|                           |    |                      |         |
|                           |    |                      |         |
| GK                        | 1  | Sergej Ovtsjinnikov  | 90'     |
| SW                        | 5  | Sergej Ignasjevitsj  |         |
| CB                        | 2  | Gennadi Nizjegorodov |         |
| CB                        | 17 | Dmitri Sennikov      |         |
| RM                        | 16 | Vadim Jevsejev       |         |
| CM                        | 8  | Vladimir Maminov     | 46'     |
| CM                        | 10 | Dmitri Loskov        | 84'     |
| LM                        | 4  | Jacob Lekgetho       |         |
| RW                        | 11 | Júlio César          | 74'     |
| CF                        | 15 | Maksim Boeznikin     | 46'     |
| LW                        | 25 | Roeslan Pimenov      |         |
| Wisselspelers:            |    |                      |         |
|                           |    |                      |         |
| GK                        | 22 | Zaoer Hapov          |         |
| MF                        | 3  | Joeri Drozdov        |         |
| MF                        | 6  | Narvik Sirhajev      | 46'     |
| FW                        | 9  | James Obiorah        | 74' 89' |
| DF                        | 18 | Milan Obradović      | 46'     |
| FW                        | 19 | Nemanja Vučićević    |         |
| FW                        | 55 | Baba Adamu           |         |
| Coach:                    |    |                      |         |
| Joeri Semin               |    |                      |         |

### Groepsfase speeldag 3
|                                                 |                |       |             |                                                                                 |
| 1 oktober 2002 Groepsfase UEFA Champions League | Galatasaray    | 0 – 0 | Club Brugge | Ali Sami Yenstadion, Istanboel Toeschouwers: 35.000 Scheidsrechter: Éric Poulat |
| 1 oktober 2002 Groepsfase UEFA Champions League | Wedstrijdfiche |       |             | Ali Sami Yenstadion, Istanboel Toeschouwers: 35.000 Scheidsrechter: Éric Poulat |

| Galatasaray | Club Brugge |

| Galatasaray (4–4–2 ruit): |    |                  |     |
|                           |    |                  |     |
| GK                        | 1  | Faryd Mondragón  |     |
| RB                        | 22 | Ümit Davala      |     |
| CB                        | 5  | Emre Aşık        |     |
| CB                        | 3  | Bülent Korkmaz   | 83' |
| LB                        | 57 | Hakan Ünsal      |     |
| DM                        | 4  | Mertol Karatay   |     |
| CM                        | 11 | Hasan Şaş        | 46' |
| CM                        | 10 | Felipe Loureiro  | 70' |
| AM                        | 8  | Suat Kaya        | 51' |
| RF                        | 6  | Arif Erdem       |     |
| LF                        | 9  | Ümit Karan       |     |
| Wisselspelers:            |    |                  |     |
|                           |    |                  |     |
| GK                        | 61 | Mehmet Bölükbaşı |     |
| MF                        | 14 | Elvir Baljić     | 46' |
| MF                        | 18 | Ayhan Akman      | 70' |
| MF                        | 19 | Cihan Haspolatlı |     |
| DF                        | 20 | Mohamed Sarr     |     |
| DF                        | 23 | Vedat İnceefe    | 83' |
| FW                        | 25 | Christian        |     |
| Coach:                    |    |                  |     |
| Fatih Terim               |    |                  |     |

| Club Brugge (5–3–2): |    |                      |         |
|                      |    |                      |         |
|                      |    |                      |         |
| GK                   | 1  | Dany Verlinden       |         |
| SW                   | 3  | Timmy Simons         |         |
| RWB                  | 2  | Olivier De Cock      |         |
| CB                   | 26 | Birger Maertens      |         |
| CB                   | 6  | Philippe Clement     |         |
| LWB                  | 5  | Peter Van der Heyden |         |
| RM                   | 8  | Gaëtan Englebert     |         |
| CM                   | 16 | Serhij Serebrennikov | 46'     |
| LM                   | 32 | Alin Stoica          | 65' 87' |
| RF                   | 7  | Gert Verheyen        | 45' 90' |
| LF                   | 19 | Rune Lange           | 54'     |
| Wisselspelers:       |    |                      |         |
|                      |    |                      |         |
| GK                   | 23 | Stijn Stijnen        |         |
| DF                   | 4  | Milan Lešnjak        |         |
| MF                   | 10 | Bratislav Ristić     |         |
| FW                   | 11 | Sandy Martens        | 90'     |
| MF                   | 14 | Nastja Čeh           | 87'     |
| FW                   | 18 | Andrés Mendoza       | 54'     |
| FW                   | 24 | Tim Smolders         |         |
| Coach:               |    |                      |         |
| Trond Sollied        |    |                      |         |

### Groepsfase speeldag 4
|                                                  |                                       |                |             |                                                                                   |
| 23 oktober 2002 Groepsfase UEFA Champions League | Club Brugge                           | 3 – 1          | Galatasaray | Jan Breydelstadion, Brugge Toeschouwers: 27.000 Scheidsrechter: Massimo De Santis |
| 23 oktober 2002 Groepsfase UEFA Champions League | 44' Martens 72' Verheyen 90' Sæternes | Wedstrijdfiche | 56' Pinto   | Jan Breydelstadion, Brugge Toeschouwers: 27.000 Scheidsrechter: Massimo De Santis |

| Club Brugge | Galatasaray |

| Club Brugge (4–3–3 punt naar achteren): |    |                      |     |
|                                         |    |                      |     |
| GK                                      | 1  | Dany Verlinden       |     |
| RB                                      | 2  | Olivier De Cock      | 44' |
| CB                                      | 26 | Birger Maertens      |     |
| CB                                      | 6  | Philippe Clement     |     |
| LB                                      | 5  | Peter Van der Heyden |     |
| DM                                      | 3  | Timmy Simons         |     |
| CM                                      | 8  | Gaëtan Englebert     |     |
| CM                                      | 14 | Nastja Čeh           | 64' |
| RW                                      | 32 | Alin Stoica          | 84' |
| CF                                      | 7  | Gert Verheyen        | 90' |
| LW                                      | 11 | Sandy Martens        |     |
| Wisselspelers:                          |    |                      |     |
|                                         |    |                      |     |
| GK                                      | 23 | Stijn Stijnen        |     |
| MF                                      | 10 | Bratislav Ristić     |     |
| FW                                      | 17 | José Duarte          |     |
| FW                                      | 24 | Tim Smolders         | 90' |
| MF                                      | 27 | Karel Geraerts       |     |
| DF                                      | 30 | Marek Špilár         | 84' |
| FW                                      | 33 | Bengt Sæternes       | 64' |
| Coach:                                  |    |                      |     |
| Trond Sollied                           |    |                      |     |

| Galatasaray (4–4–1–1): |    |                  |         |
|                        |    |                  |         |
| GK                     | 1  | Faryd Mondragón  |         |
| RB                     | 22 | Ümit Davala      |         |
| CB                     | 5  | Emre Aşık        | 53' 82' |
| CB                     | 3  | Bülent Korkmaz   | 48'     |
| LB                     | 57 | Hakan Ünsal      |         |
| RM                     | 19 | Cihan Haspolatlı |         |
| CM                     | 67 | Ergün Penbe      |         |
| CM                     | 2  | Mehmet Polat     | 46'     |
| LM                     | 14 | Elvir Baljić     |         |
| SAS                    | 17 | Fábio Pinto      |         |
| CF                     | 6  | Arif Erdem       | 55'     |
| Wisselspelers:         |    |                  |         |
|                        |    |                  |         |
| GK                     | 61 | Mehmet Bölükbaşı |         |
| FW                     | 9  | Ümit Karan       |         |
| MF                     | 10 | Felipe Loureiro  | 46'     |
| MF                     | 11 | Hasan Şaş        |         |
| MF                     | 18 | Ayhan Akman      | 55'     |
| DF                     | 21 | Sergio Almaguer  |         |
| FW                     | 25 | Christian        | 82'     |
| Coach:                 |    |                  |         |
| Fatih Terim            |    |                  |         |

### Groepsfase speeldag 5
|                                                  |             |                |              |                                                                             |
| 29 oktober 2002 Groepsfase UEFA Champions League | Club Brugge | 0 – 1          | FC Barcelona | Jan Breydelstadion, Brugge Toeschouwers: 18.000 Scheidsrechter: Graham Poll |
| 29 oktober 2002 Groepsfase UEFA Champions League |             | Wedstrijdfiche | 64' Riquelme | Jan Breydelstadion, Brugge Toeschouwers: 18.000 Scheidsrechter: Graham Poll |

| Club Brugge | FC Barcelona |

| Club Brugge (4–4–2 sweeper stopper): |    |                      |         |
|                                      |    |                      |         |
| GK                                   | 1  | Dany Verlinden       |         |
| SW                                   | 3  | Timmy Simons         |         |
| CB                                   | 6  | Philippe Clement     | 68'     |
| CB                                   | 26 | Birger Maertens      |         |
| CB                                   | 4  | Milan Lešnjak        | 80'     |
| RM                                   | 2  | Olivier De Cock      |         |
| CM                                   | 8  | Gaëtan Englebert     |         |
| CM                                   | 32 | Alin Stoica          |         |
| LM                                   | 5  | Peter Van der Heyden | 38' 68' |
| RF                                   | 7  | Gert Verheyen        |         |
| LF                                   | 11 | Sandy Martens        |         |
| Wisselspelers:                       |    |                      |         |
|                                      |    |                      |         |
| GK                                   | 23 | Stijn Stijnen        |         |
| MF                                   | 10 | Bratislav Ristić     | 68'     |
| MF                                   | 14 | Nastja Čeh           |         |
| FW                                   | 17 | José Duarte          |         |
| FW                                   | 24 | Tim Smolders         |         |
| DF                                   | 30 | Marek Špilár         | 68'     |
| FW                                   | 33 | Bengt Sæternes       | 80'     |
| Coach:                               |    |                      |         |
| Trond Sollied                        |    |                      |         |

| FC Barcelona (3–4–1–2): |    |                     |         |
|                         |    |                     |         |
| GK                      | 25 | Robert Enke         |         |
| SW                      | 5  | Carles Puyol        |         |
| CB                      | 33 | Dani Tortolero      | 80'     |
| CB                      | 35 | Fernando Navarro    | 81'     |
| RM                      | 15 | Fábio Rochemback    |         |
| CM                      | 14 | Gerard              |         |
| CM                      | 34 | Andrés Iniesta      |         |
| LM                      | 18 | Gabri               | 38' 89' |
| AM                      | 10 | Juan Román Riquelme |         |
| CF                      | 22 | Geovanni            | 57' 62' |
| CF                      | 19 | Dani                |         |
| Wisselspelers:          |    |                     |         |
|                         |    |                     |         |
| GK                      | 26 | Víctor Valdés       |         |
| DF                      | 32 | Oleguer             |         |
| MF                      | 36 | David Sánchez       | 89'     |
| DF                      | 38 | Nano                |         |
| FW                      | 39 | Sergio García       | 62'     |
| Coach:                  |    |                     |         |
| Louis van Gaal          |    |                     |         |

### Groepsfase speeldag 6
|                                                   |                            |                |             |                                                                          |
| 13 november 2002 Groepsfase UEFA Champions League | Lokomotiv Moskou           | 2 – 0          | Club Brugge | Lokomotivstadion, Moskou Toeschouwers: 22.000 Scheidsrechter: Alain Sars |
| 13 november 2002 Groepsfase UEFA Champions League | 45' Júlio César 90' Loskov | Wedstrijdfiche |             | Lokomotivstadion, Moskou Toeschouwers: 22.000 Scheidsrechter: Alain Sars |

| Lokomotiv Moskou | Club Brugge |

| Lokomotiv Moskou (5–3–2): |    |                      |     |
|                           |    |                      |     |
| GK                        | 1  | Sergej Ovtsjinnikov  |     |
| SW                        | 14 | Oleg Pasjinin        |     |
| RWB                       | 16 | Vadim Jevsejev       |     |
| CB                        | 2  | Gennadi Nizjegorodov | 78' |
| CB                        | 17 | Dmitri Sennikov      |     |
| LWB                       | 4  | Jacob Lekgetho       | 17' |
| RM                        | 8  | Vladimir Maminov     |     |
| CM                        | 5  | Sergej Ignasjevitsj  |     |
| LM                        | 10 | Dmitri Loskov        | 61' |
| RF                        | 15 | Maksim Boeznikin     | 66' |
| LF                        | 11 | Júlio César          | 90' |
| Wisselspelers:            |    |                      |     |
|                           |    |                      |     |
| GK                        | 22 | Zaoer Hapov          |     |
| MF                        | 3  | Joeri Drozdov        |     |
| FW                        | 9  | James Obiorah        | 66' |
| DF                        | 18 | Milan Obradović      |     |
| FW                        | 19 | Nemanja Vučićević    |     |
| MF                        | 21 | Bennett Mnguni       |     |
| FW                        | 55 | Baba Adamu           | 90' |
| Coach:                    |    |                      |     |
| Joeri Semin               |    |                      |     |

| Club Brugge (4–3–3 punt naar achteren): |    |                      |     |
|                                         |    |                      |     |
|                                         |    |                      |     |
| GK                                      | 1  | Dany Verlinden       |     |
| RB                                      | 2  | Olivier De Cock      | 13' |
| CB                                      | 26 | Birger Maertens      |     |
| CB                                      | 6  | Philippe Clement     |     |
| LB                                      | 5  | Peter Van der Heyden | 59' |
| DM                                      | 3  | Timmy Simons         |     |
| CM                                      | 8  | Gaëtan Englebert     |     |
| CM                                      | 32 | Alin Stoica          | 84' |
| RW                                      | 7  | Gert Verheyen        |     |
| CF                                      | 11 | Sandy Martens        | 38' |
| LW                                      | 18 | Andrés Mendoza       | 72' |
| Wisselspelers:                          |    |                      |     |
|                                         |    |                      |     |
| GK                                      | 23 | Stijn Stijnen        |     |
| DF                                      | 4  | Milan Lešnjak        | 72' |
| MF                                      | 10 | Bratislav Ristić     |     |
| DF                                      | 12 | Tjörven De Brul      |     |
| MF                                      | 14 | Nastja Čeh           | 84' |
| FW                                      | 24 | Tim Smolders         |     |
| MF                                      | 27 | Karel Geraerts       |     |
| Coach:                                  |    |                      |     |
| Trond Sollied                           |    |                      |     |

## UEFA Cup

### Derde ronde (heen)
|                                       |                    |                |                         |                                                                                  |
| 28 november 2002 Derde ronde UEFA Cup | Club Brugge        | 1 – 2          | VfB Stuttgart           | Jan Breydelstadion, Brugge Toeschouwers: 18.000 Scheidsrechter: Domenico Messina |
| 28 november 2002 Derde ronde UEFA Cup | 42' Van der Heyden | Wedstrijdfiche | 72' Balakov 90' Kurányi | Jan Breydelstadion, Brugge Toeschouwers: 18.000 Scheidsrechter: Domenico Messina |

| Club Brugge | VfB Stuttgart |

| Club Brugge (4–3–3 punt naar achteren): |    |                      |     |
|                                         |    |                      |     |
| GK                                      | 1  | Dany Verlinden       |     |
| RB                                      | 10 | Bratislav Ristić     | 56' |
| CB                                      | 26 | Birger Maertens      | 71' |
| CB                                      | 6  | Philippe Clement     |     |
| LB                                      | 5  | Peter Van der Heyden |     |
| DM                                      | 3  | Timmy Simons         |     |
| CM                                      | 8  | Gaëtan Englebert     |     |
| CM                                      | 14 | Nastja Čeh           | 81' |
| RW                                      | 7  | Gert Verheyen        |     |
| CF                                      | 11 | Sandy Martens        |     |
| LW                                      | 18 | Andrés Mendoza       | 78' |
| Wisselspelers:                          |    |                      |     |
|                                         |    |                      |     |
| DF                                      | 4  | Milan Lešnjak        | 56' |
| MF                                      | 27 | Karel Geraerts       | 78' |
| MF                                      | 31 | Kevin Roelandts      | 81' |
| Coach:                                  |    |                      |     |
| Trond Sollied                           |    |                      |     |

| VfB Stuttgart (4–4–1–1): |    |                    |     |
|                          |    |                    |     |
| GK                       | 21 | Thomas Ernst       |     |
| RB                       | 2  | Andreas Hinkel     |     |
| CB                       | 5  | Marcelo Bordon     |     |
| CB                       | 6  | Fernando Meira     |     |
| LB                       | 12 | Heiko Gerber       | 90' |
| RM                       | 15 | Aljaksandr Hleb    |     |
| CM                       | 7  | Silvio Meißner     | 46' |
| CM                       | 20 | Zvonimir Soldo     |     |
| LM                       | 17 | Jochen Seitz       | 73' |
| SAS                      | 10 | Krasimir Balakov   |     |
| CF                       | 22 | Kevin Kurányi      |     |
| Wisselspelers:           |    |                    |     |
|                          |    |                    |     |
| FW                       | 11 | Ioannis Amanatidis | 46' |
| FW                       | 9  | Ionel Ganea        | 73' |
| DF                       | 3  | Timo Wenzel        | 90' |
| Coach:                   |    |                    |     |
| Felix Magath             |    |                    |     |

### Derde ronde (terug)
|                                       |                    |                |             |                                                                                              |
| 12 december 2002 Derde ronde UEFA Cup | VfB Stuttgart      | 1 – 0          | Club Brugge | Gottlieb Daimlerstadion, Stuttgart Toeschouwers: 34.000 Scheidsrechter: Arturo Daudén Ibáñez |
| 12 december 2002 Derde ronde UEFA Cup | 90' Hleb 71' Meira | Wedstrijdfiche |             | Gottlieb Daimlerstadion, Stuttgart Toeschouwers: 34.000 Scheidsrechter: Arturo Daudén Ibáñez |

| VfB Stuttgart | Club Brugge |

| VfB Stuttgart (4–4–1–1): |    |                    |     |
|                          |    |                    |     |
| GK                       | 1  | Timo Hildebrand    |     |
| RB                       | 2  | Andreas Hinkel     |     |
| CB                       | 5  | Marcelo Bordon     |     |
| CB                       | 6  | Fernando Meira     |     |
| LB                       | 12 | Heiko Gerber       |     |
| RM                       | 11 | Ioannis Amanatidis | 46' |
| CM                       | 7  | Silvio Meißner     |     |
| CM                       | 20 | Zvonimir Soldo     |     |
| LM                       | 17 | Jochen Seitz       | 76' |
| SAS                      | 10 | Krasimir Balakov   |     |
| CF                       | 22 | Kevin Kurányi      | 87' |
| Wisselspelers:           |    |                    |     |
|                          |    |                    |     |
| MF                       | 15 | Aljaksandr Hleb    | 46' |
| DF                       | 14 | Thomas Schneider   | 76' |
| FW                       | 18 | Sean Dundee        | 87' |
| Coach:                   |    |                    |     |
| Felix Magath             |    |                    |     |

| Club Brugge (4–3–3 punt naar achteren): |    |                      |     |
|                                         |    |                      |     |
| GK                                      | 1  | Dany Verlinden       |     |
| RB                                      | 2  | Olivier De Cock      |     |
| CB                                      | 6  | Philippe Clement     |     |
| CB                                      | 4  | Milan Lešnjak        | 83' |
| LB                                      | 5  | Peter Van der Heyden |     |
| DM                                      | 3  | Timmy Simons         |     |
| CM                                      | 8  | Gaëtan Englebert     |     |
| CM                                      | 14 | Nastja Čeh           |     |
| RW                                      | 7  | Gert Verheyen        | 83' |
| CF                                      | 11 | Sandy Martens        |     |
| LW                                      | 18 | Andrés Mendoza       |     |
| Wisselspelers:                          |    |                      |     |
|                                         |    |                      |     |
| MF                                      | 16 | Serhij Serebrennikov | 83' |
| MF                                      | 24 | Tim Smolders         | 83' |
| Coach:                                  |    |                      |     |
| Trond Sollied                           |    |                      |     |

## Beker van België

### Wedstrijden
| Wedstrijddetails                                                                                             | Thuisploeg                                                              | Uitslag                                   | Uitploeg                | Opstelling | Kaarten |
| --- | ----------------------------------------------------------------------- | ----------------------------------------- | ----------------------- | --- | ------- |
| 1/16e finale                                                                                                 |                                                                         |                                           |                         | |         |
| 16 november 2002 20:00 Jan Breydelstadion Brugge (Sint-Andries) Ref.: Joeri Van de Velde Toeschouwers: 4.500 | Club Brugge                                                             | 2 – 0                                     | Wevelgem City           | Stijnen De Cock, Maertens , Lešnjak, Van der Heyden Geraerts, Smolders (77' Hermans), Čeh Duarte (69' Schockaert), Martens (82' Ristić), Mendoza 4–3–3 punt naar achteren    |         |
| 16 november 2002 20:00 Jan Breydelstadion Brugge (Sint-Andries) Ref.: Joeri Van de Velde Toeschouwers: 4.500 | Van der Heyden 63' Čeh 90'                                              | 1 – 0 2 – 0                               |                         | Stijnen De Cock, Maertens , Lešnjak, Van der Heyden Geraerts, Smolders (77' Hermans), Čeh Duarte (69' Schockaert), Martens (82' Ristić), Mendoza 4–3–3 punt naar achteren    |         |
| 1/8e finale                                                                                                  |                                                                         |                                           |                         | |         |
| 18 december 2002 20:00 Jan Breydelstadion Brugge (Sint-Andries) Ref.: Peter Jordens Toeschouwers: 2.109      | Club Brugge                                                             | 6 – 1                                     | Bocholt                 | Stijnen De Cock, Maertens, Clement , Van der Heyden Geraerts, Serebrennikov (52' Simons), Čeh Martens (70' Duarte), Smolders, Mendoza (59' Ristić) 4–3–3 punt naar achteren  |         |
| 18 december 2002 20:00 Jan Breydelstadion Brugge (Sint-Andries) Ref.: Peter Jordens Toeschouwers: 2.109      | Martens 17' Smolders 36' Smolders 61' Čeh 63' Geraerts 73' Geraerts 75' | 1 – 0 2 – 0 3 – 0 4 – 0 5 – 0 6 – 0 6 – 1 | 78' Van Briel           | Stijnen De Cock, Maertens, Clement , Van der Heyden Geraerts, Serebrennikov (52' Simons), Čeh Martens (70' Duarte), Smolders, Mendoza (59' Ristić) 4–3–3 punt naar achteren  |         |
| Kwartfinale heen                                                                                             |                                                                         |                                           |                         | |         |
| 22 januari 2003 20:30 Jan Breydelstadion Brugge (Sint-Andries) Ref.: Serge Gumienny Toeschouwers: 3.700      | Club Brugge                                                             | 3 – 2                                     | Lommel                  | Verlinden De Cock, De Brul (46' Clement), Simons, Van der Heyden Serebrennikov (46' Stoica), Englebert, Čeh Verheyen, Martens (83' Ristić), Mendoza 4–3–3 punt naar achteren |         |
| 22 januari 2003 20:30 Jan Breydelstadion Brugge (Sint-Andries) Ref.: Serge Gumienny Toeschouwers: 3.700      | De Brul 44' Clement 69' Martens 73'                                     | 0 – 1 0 – 2 1 – 2 2 – 2 3 – 2             | 19' Tankary 37' Tankary | Verlinden De Cock, De Brul (46' Clement), Simons, Van der Heyden Serebrennikov (46' Stoica), Englebert, Čeh Verheyen, Martens (83' Ristić), Mendoza 4–3–3 punt naar achteren |         |
| Kwartfinale terug                                                                                            |                                                                         |                                           |                         | |         |
| 5 februari 2003 20:30 Soevereinstadion Lommel Ref.: Johny Ver Eecke Toeschouwers: 4.500                      | Lommel                                                                  | 2 – 0                                     | Club Brugge             | Verlinden De Cock (78' Stoica), Maertens, Clement, Van der Heyden Simons, Englebert, Čeh Verheyen, Martens (73' Serebrennikov), Mendoza 4–3–3 punt naar achteren             |         |
| 5 februari 2003 20:30 Soevereinstadion Lommel Ref.: Johny Ver Eecke Toeschouwers: 4.500                      | De Condé 70' Haeldermans 85'                                            | 1 – 0 2 – 0                               |                         | Verlinden De Cock (78' Stoica), Maertens, Clement, Van der Heyden Simons, Englebert, Čeh Verheyen, Martens (73' Serebrennikov), Mendoza 4–3–3 punt naar achteren             |         |

### Laatste 16
|  | 1/8e finale | 1/8e finale        | 1/8e finale       |              |                   | kwartfinale  | kwartfinale       | kwartfinale |  |  | halve finale | halve finale | halve finale    |   |  | finale | finale | finale |
|  |             |                    |                   |              |                   |              |                   |             |  |  |              |              |                 |   |  |        |        |        |
|  |             | Club Brugge        | 6                 |              |                   |              |                   |             |  |  |              |              |                 |   |  |        |        |        |
|  |             | Bocholter VV       | 1                 |              |                   |              |                   |             |  |  |              |              |                 |   |  |        |        |        |
|  |             | Bocholter VV       | 1                 |              | Club Brugge       | 3 0          |                   |             |  |  |              |              |                 |   |  |        |        |        |
|  |             |                    |                   |              | Club Brugge       | 3 0          |                   |             |  |  |              |              |                 |   |  |        |        |        |
|  |             |                    | Lommel SK         | 2            |                   |              |                   |             |  |  |              |              |                 |   |  |        |        |        |
|  |             | Lommel SK          | Lommel SK         | 2            | 2                 |              |                   |             |  |  |              |              |                 |   |  |        |        |        |
|  |             |                    |                   |              | 2                 |              |                   |             |  |  |              |              |                 |   |  |        |        |        |
|  |             | Excelsior Mouscron | 1                 |              |                   |              |                   |             |  |  |              |              |                 |   |  |        |        |        |
|  |             |                    |                   |              |                   |              | Lommel SK         | 3 0         |  |  |              |              |                 |   |  |        |        |        |
|  |             |                    |                   |              |                   |              |                   |             |  |  |              |              |                 |   |  |        |        |        |
|  |             |                    | RAA Louviéroise   | 2            |                   |              |                   |             |  |  |              |              |                 |   |  |        |        |        |
|  |             | Standard de Liège  | RAA Louviéroise   | 2            | 2                 |              |                   |             |  |  |              |              |                 |   |  |        |        |        |
|  |             |                    |                   |              | 2                 |              |                   |             |  |  |              |              |                 |   |  |        |        |        |
|  |             | Sporting Charleroi | 1                 |              |                   |              |                   |             |  |  |              |              |                 |   |  |        |        |        |
|  |             | Sporting Charleroi | 1                 |              | Standard de Liège | 3 0          |                   |             |  |  |              |              |                 |   |  |        |        |        |
|  |             |                    |                   |              | Standard de Liège | 3 0          |                   |             |  |  |              |              |                 |   |  |        |        |        |
|  |             |                    | RAA Louviéroise   | 1 2          |                   |              |                   |             |  |  |              |              |                 |   |  |        |        |        |
|  |             | KRC Genk           | RAA Louviéroise   | 1 2          | 1 (pen. 3)        |              |                   |             |  |  |              |              |                 |   |  |        |        |        |
|  |             |                    |                   |              | 1 (pen. 3)        |              |                   |             |  |  |              |              |                 |   |  |        |        |        |
|  |             | RAA Louviéroise    | 1 (pen. 4)        |              |                   |              |                   |             |  |  |              |              |                 |   |  |        |        |        |
|  |             |                    |                   |              |                   |              |                   |             |  |  |              |              | RAA Louviéroise | 3 |  |        |        |        |
|  |             |                    |                   |              |                   |              |                   |             |  |  |              |              |                 | 3 |  |        |        |        |
|  |             |                    | Sint-Truidense VV | 1            |                   |              |                   |             |  |  |              |              |                 |   |  |        |        |        |
|  |             | RSC Anderlecht     | Sint-Truidense VV | 1            | 2                 |              |                   |             |  |  |              |              |                 |   |  |        |        |        |
|  |             | RSC Anderlecht     |                   |              | 2                 |              |                   |             |  |  |              |              |                 |   |  |        |        |        |
|  |             | KV Turnhout        | 1                 |              |                   |              |                   |             |  |  |              |              |                 |   |  |        |        |        |
|  |             | KV Turnhout        | 1                 |              | RSC Anderlecht    | 1 0 (pen. 3) |                   |             |  |  |              |              |                 |   |  |        |        |        |
|  |             |                    |                   |              | RSC Anderlecht    | 1 0 (pen. 3) |                   |             |  |  |              |              |                 |   |  |        |        |        |
|  |             |                    | Sint-Truidense VV | 0 1 (pen. 4) |                   |              |                   |             |  |  |              |              |                 |   |  |        |        |        |
|  |             | Sint-Truidense VV  | Sint-Truidense VV | 0 1 (pen. 4) | 0 (pen. 4)        |              |                   |             |  |  |              |              |                 |   |  |        |        |        |
|  |             |                    |                   |              | 0 (pen. 4)        |              |                   |             |  |  |              |              |                 |   |  |        |        |        |
|  |             | Lierse SK          | 0 (pen. 3)        |              |                   |              |                   |             |  |  |              |              |                 |   |  |        |        |        |
|  |             |                    |                   |              |                   |              | Sint-Truidense VV | 1 0         |  |  |              |              |                 |   |  |        |        |        |
|  |             |                    |                   |              |                   |              |                   |             |  |  |              |              |                 |   |  |        |        |        |
|  |             |                    | GBA               | 0            |                   |              |                   |             |  |  |              |              |                 |   |  |        |        |        |
|  |             | Antwerp FC         | GBA               | 0            | 2                 |              |                   |             |  |  |              |              |                 |   |  |        |        |        |
|  |             | Antwerp FC         |                   |              | 2                 |              |                   |             |  |  |              |              |                 |   |  |        |        |        |
|  |             | RAEC Mons          | 0                 |              |                   |              |                   |             |  |  |              |              |                 |   |  |        |        |        |
|  |             | RAEC Mons          | 0                 |              | Antwerp FC        | 2 0          |                   |             |  |  |              |              |                 |   |  |        |        |        |
|  |             |                    |                   |              | Antwerp FC        | 2 0          |                   |             |  |  |              |              |                 |   |  |        |        |        |
|  |             |                    | GBA               | 1 3          |                   |              |                   |             |  |  |              |              |                 |   |  |        |        |        |
|  |             | GBA                | GBA               | 1 3          | 2                 |              |                   |             |  |  |              |              |                 |   |  |        |        |        |
|  |             | GBA                |                   |              | 2                 |              |                   |             |  |  |              |              |                 |   |  |        |        |        |
|  |             | KVC Westerlo       | 0                 |              |                   |              |                   |             |  |  |              |              |                 |   |  |        |        |        |

## Statistieken
De spelers met de meeste wedstrijden zijn in het groen aangeduid, de speler met de meeste doelpunten in het geel.
| Nr. | Naam                 | Eerste klasse | Eerste klasse | Beker van België | Beker van België | Supercup | Supercup | Champions League | Champions League | Totaal | Totaal |
| Nr. | Naam                 | Wed           | Goals         | Wed              | Goals            | Wed      | Goals    | Wed              | Goals            | Wed    | Goals  |
| --- | -------------------- | ------------- | ------------- | ---------------- | ---------------- | -------- | -------- | ---------------- | ---------------- | ------ | ------ |
| 1.  | Dany Verlinden       | 33            | 0             | 2                | 0                | 0        | 0        | 10               | 0                | 45     | 0      |
| 2.  | Olivier De Cock      | 31            | 4             | 6                | 0                | 1        | 1        | 10               | 0                | 46     | 5      |
| 3.  | Timmy Simons         | 33            | 7             | 3                | 0                | 0        | 0        | 10               | 2                | 46     | 9      |
| 4.  | Milan Lešnjak        | 2             | 0             | 1                | 0                | 0        | 0        | 3                | 0                | 6      | 0      |
| 5.  | Peter Van der Heyden | 28            | 1             | 4                | 1                | 0        | 0        | 9                | 0                | 41     | 2      |
| 6.  | Philippe Clement     | 27            | 5             | 3                | 1                | 1        | 0        | 8                | 0                | 39     | 6      |
| 7.  | Gert Verheyen        | 31            | 14            | 2                | 0                | 0        | 0        | 7                | 1                | 40     | 15     |
| 8.  | Gaëtan Englebert     | 31            | 5             | 2                | 0                | 0        | 0        | 10               | 1                | 43     | 6      |
| 10. | Bratislav Ristić     | 14            | 0             | 3                | 0                | 1        | 0        | 4                | 0                | 22     | 0      |
| 11. | Sandy Martens        | 30            | 15            | 4                | 2                | 1        | 0        | 8                | 0                | 43     | 17     |
| 12. | Tjörven De Brul      | 1             | 0             | 1                | 1                | 0        | 0        | 0                | 0                | 2      | 1      |
| 13. | Dejan Nemec          | 0             | 0             | 0                | 0                | 0        | 0        | 0                | 0                | 0      | 0      |
| 14. | Nastja Čeh           | 26            | 9             | 4                | 2                | 1        | 0        | 4                | 1                | 35     | 12     |
| 15. | Aminu Sani           | 0             | 0             | 0                | 0                | 1        | 0        | 0                | 0                | 1      | 0      |
| 16. | Serhij Serebrennikov | 17            | 1             | 3                | 0                | 1        | 0        | 7                | 0                | 28     | 1      |
| 17. | José Duarte          | 6             | 0             | 2                | 0                | 1        | 0        | 3                | 0                | 12     | 0      |
| 18. | Andrés Mendoza       | 29            | 12            | 4                | 0                | 0        | 0        | 8                | 2                | 41     | 14     |
| 19. | Rune Lange           | 12            | 4             | 0                | 0                | 0        | 0        | 6                | 2                | 18     | 6      |
| 20. | Ebrima Sillah        | 0             | 0             | 0                | 0                | 1        | 1        | 1                | 0                | 2      | 1      |
| 21. | Sebastian Hermans    | 0             | 0             | 1                | 0                | 0        | 0        | 0                | 0                | 1      | 0      |
| 22. | Birger Van de Ven    | 0             | 0             | 0                | 0                | 0        | 0        | 0                | 0                | 0      | 0      |
| 23. | Stijn Stijnen        | 2             | 0             | 2                | 0                | 1        | 0        | 0                | 0                | 5      | 0      |
| 24. | Tim Smolders         | 22            | 3             | 2                | 2                | 1        | 0        | 2                | 0                | 27     | 5      |
| 25. | Hans Cornelis        | 1             | 0             | 0                | 0                | 1        | 0        | 0                | 0                | 2      | 0      |
| 26. | Birger Maertens      | 31            | 1             | 3                | 0                | 1        | 0        | 10               | 1                | 45     | 2      |
| 27. | Karel Geraerts       | 7             | 0             | 2                | 2                | 1        | 0        | 0                | 0                | 10     | 2      |
| 28. | Jimmy De Wulf        | 0             | 0             | 0                | 0                | 0        | 0        | 0                | 0                | 0      | 0      |
| 29. | Koen Schockaert      | 2             | 1             | 1                | 0                | 0        | 0        | 0                | 0                | 3      | 1      |
| 30. | Marek Špilár         | 6             | 0             | 0                | 0                | 0        | 0        | 8                | 0                | 14     | 0      |
| 31. | Kevin Roelandts      | 0             | 0             | 0                | 0                | 0        | 0        | 0                | 0                | 0      | 0      |
| 32. | Alin Stoica          | 19            | 5             | 2                | 0                | 0        | 0        | 6                | 0                | 27     | 5      |
| 33. | Bengt Sæternes       | 11            | 7             | 0                | 0                | 0        | 0        | 2                | 1                | 13     | 8      |

## Individuele prijzen
- Gouden Schoen: Timmy Simons
- Profvoetballer van het Jaar: Timmy Simons
- Trainer van het Jaar: Trond Sollied
- Keeper van het Jaar: Dany Verlinden
- Fair-Play Prijs: Timmy Simons

## Afbeeldingen

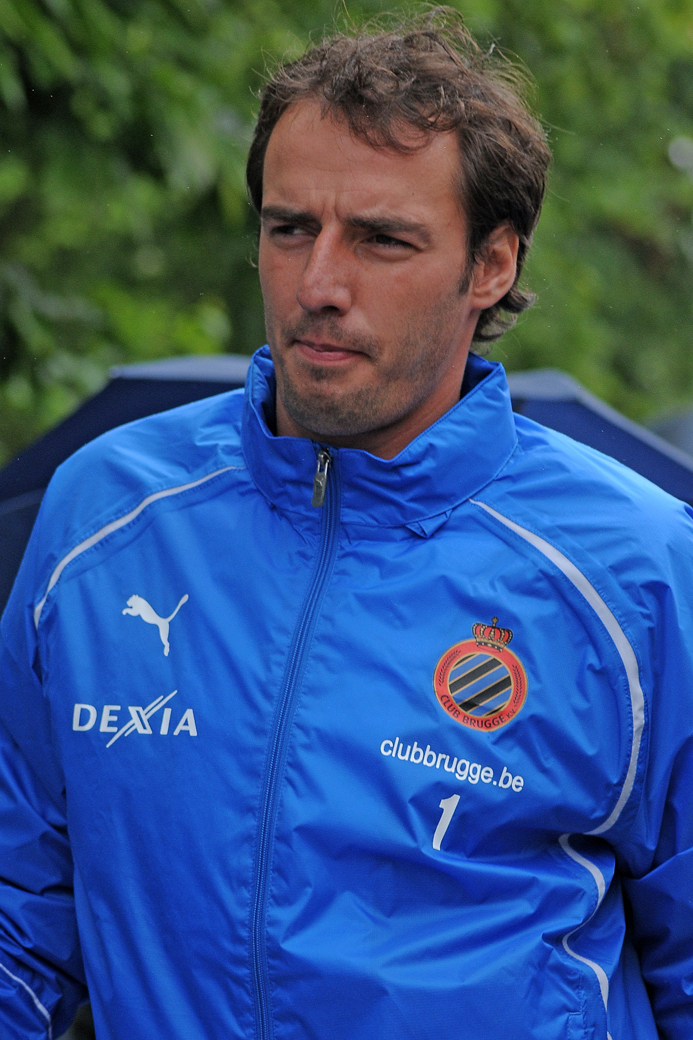
Stijn Stijnen (doelman)
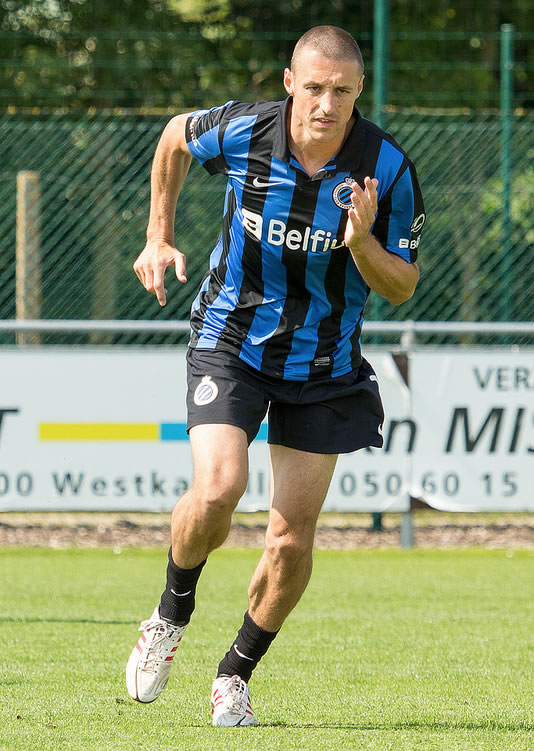
Timmy Simons (middenvelder)
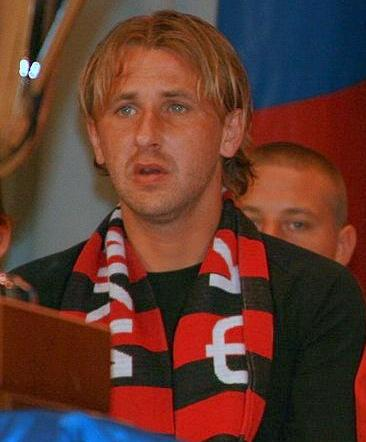
Nastja Čeh (middenvelder)
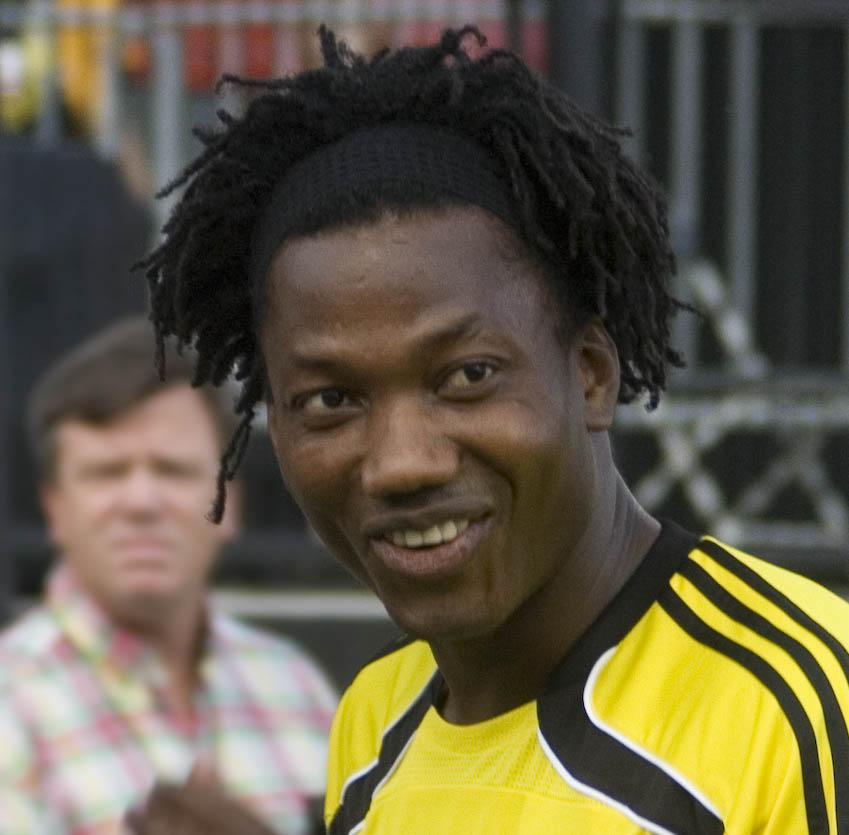
Andrés Mendoza (aanvaller)
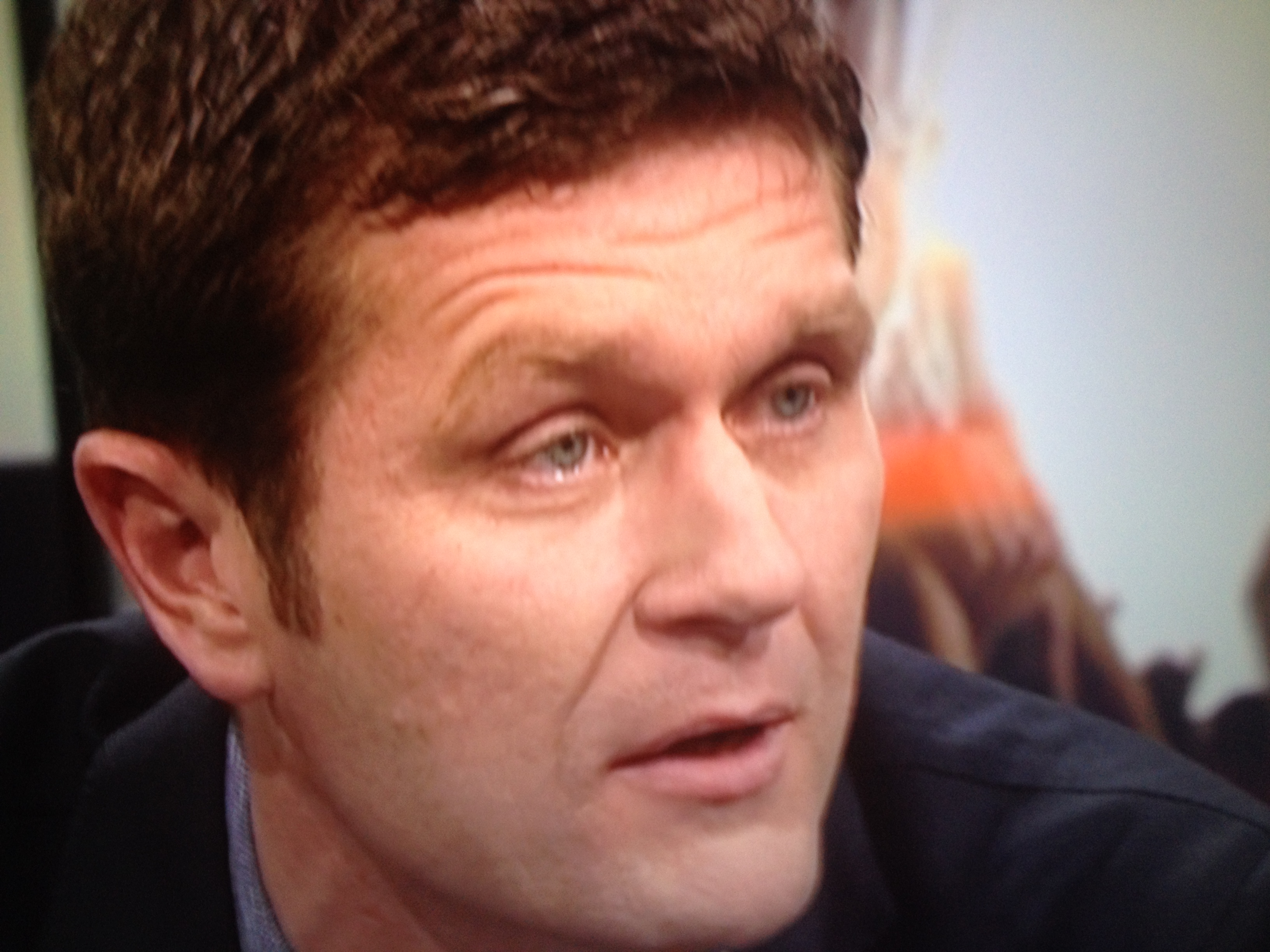
Gert Verheyen (aanvaller)